# Sandra Aguilar Navarro
Sandra Aguilar Navarro (Madrid, 9 d'agost de 1992) és una gimnasta rítmica espanyola, subcampiona olímpica en els Jocs Olímpics de Rio 2016, bicampiona del món de 10 maces (Kíev 2013 i Esmirna 2014) i 4t lloc en els Jocs Olímpics de Londres 2012 amb el conjunt espanyol. A Stuttgart 2015 van assolir el bronze mundial en el concurs general, sent la primera medalla espanyola en la general d'un Campionat del Món des de 1998. La plata a Rio 2016 va ser la primera medalla olímpica per a la gimnàstica rítmica espanyola des d'Atlanta 1996, i la va assolir junt amb Artemi Gavezou, Elena López, Lourdes Mohedano i Alejandra Quereda, conjunt conegut amb el nom d'El Equipaso.
És, juntament amb Alejandra Quereda, la gimnasta rítmica espanyola amb més medalles internacionals oficials, sumant un total de 42. Entre les distincions obtingudes com a membre del conjunt estan el Premi As de l'esport (2014), la Copa Baró de Güell en els Premis Nacionals de l'Esport (2015), la Medalla de Bronze de la Reial Ordre del Mèrit Esportiu (2015) i la Medalla de Plata de la Reial Ordre del Mèrit Esportiu (2016). Un pavelló esportiu a Pinto porta el seu nom des de 2012, i va ser nomenada Filla Predilecta d'aquest municipi el 2017.
En l'actualitat és secretària tècnica de gimnàstica rítmica de la Reial Federació Espanyola de Gimnàstica.

## Biografia esportiva

### Inicis
Encara que en un primer moment es va decantar pel futbol, va començar a practicar gimnàstica rítmica amb 5 anys a l'Escola de Gimnàstica Rítmica de Pinto, on va ser entrenada per Ana Raquel Archilla. Amb 9 anys, el 2001, va entrar al Club Gimnàstica Rítmica Pinto, i aquest mateix any es va proclamar campiona d'Espanya individual en categoria aleví. Entre 2003 i 2005 va competir al Club de Gimnàstica Rítmica de Móstoles, sent entrenada per Estrella Fernández, amb la qual va ser campiona d'Espanya de conjunts, entre d'altres assoliments.

### Etapa en la selecció nacional

#### 2004 - 2012: Cicle olímpic de Londres 2012
Al setembre de 2004, amb 12 anys, va entrar en la selecció nacional de gimnàstica rítmica d'Espanya, passant a formar part del conjunt espanyol júnior i entrenant al Centre d'Alt Rendiment de Madrid a les ordres de Noelia Fernández. El 2005, sent part del conjunt júnior va assolir la 2a posició a la general i la 3a a la final de 5 pilotes en el Torneig Internacional de Portimão (el seu debut amb l'equip), la 5a posició en el Torneig Internacional de Nijni Nóvgorod, i el 4t lloc en el Campionat Europeu de Moscou. El 2006 va passar a ser gimnasta júnior individual de la selecció. El 2007, de nou amb el conjunt júnior, va assolir la 5a plaça a la general i la 8a a la final de 10 maces en el Torneig Internacional júnior paral·lel a la Copa del Món de Portimão, la 3a posició en el Torneig Internacional de Ginebra, i la 6a en qualificació i la 7a a la final del Campionat Europeu de Bakú.
Malgrat que oficialment va seguir pertanyent a la categoria júnior la resta de l'any, cap a finals de 2007 es va incorporar a la concentració permanent del conjunt sènior, tot i que no va competir com a gimnasta titular del mateix fins al 2009. A l'octubre de 2008 Efrossina Angelova va ser nomenada nova seleccionadora. Pel 2009, el conjunt es va renovar gairebé del tot, romanent, de les gimnastes que havien estat a Pequín 2008, únicament Ana María Pelaz. Algunes gimnastes, com Bet Salom, van decidir abandonar la selecció causa de la decisió d'Angelova d'augmentar el nombre d'hores d'entrenaments, fet que feia incompatible l'entrenament amb els seus estudis. A partir de 2009, Sandra va ser sempre gimnasta titular en els dos exercicis de cada temporada. A l'abril, amb el conjunt ja entrenat per la seleccionadora Efrossina Angelova junt amb de Sara Bayón (que després de deixar l'equip al maig seria substituïda per Noelia Fernández), va assolir dues medalles de plata (en el concurs general, i en 3 cintes i 2 cordes) en la prova de la Copa del Món celebrada a Portimão (Portugal), a més del 6è lloc en 5 cèrcols. Al setembre, en el Campionat del Món de Mie, el conjunt va obtenir el 6è lloc tant en el concurs general com a la final de 5 cercles, i el 7è en 3 cintes i 2 cordes. El conjunt titular el van formar aquest any Sandra, Loreto Achaerandio, Ana María Pelaz (capitana), Alejandra Quereda i Lidia Redondo, a més de Núria Artigues i Sara Garvín com a suplents al principi i al final de la temporada respectivament.
Pel 2010, Sandra tornaria a ser gimnasta titular en els dos exercicis de la temporada. A l'abril va tenir lloc el Campionat Europeu de Bremen, on el combinat espanyol va assolir la 5a plaça en el concurs general, la 6a en 3 cintes i 2 cordes, i la 8a en 5 cèrcols. Al setembre van disputar el Campionat Mundial de Moscou, obtenint la 15a plaça en el concurs general, i la 8a a la final de 3 cintes i 2 cordes. El conjunt per a aquesta competició el va integrar Sandra, Loreto Achaerandio, Miriam Belando (que no havia estat a Bremen), Elena López, Alejandra Quereda i Lidia Redondo, a més de Yanira Rodríguez com a suplent.
El gener de 2011, Anna Baranova va tornar com seleccionadora nacional, amb Sara Bayón com a entrenadora del conjunt junt amb la pròpia Anna. En aquests moments l'equip portava tres mesos de retard respecte als altres, l'interval de temps entre la destitució de Efrossina Angelova (que va interposar una demanda a la Federació per acomiadament improcedent) i la contractació d'Anna Baranova, arribant algunes gimnastes a tornar a seus clubs d'origen durant aquest període, encara que algunes van seguir treballant a nivell corporal i tècnica d'aparell amb Noelia Fernández a l'espera d'una nova seleccionadora. Amb la tornada d'Anna i Sara, es van realitzar nous muntatges dels dos exercicis amb l'objectiu de classificar-se al Mundial d'aquest any per als Jocs Olímpics de Londres 2012. El nou muntatge de 5 pilotes tenia com a música «Red Violín» d'Ikuko Kawai (un tema basat en l'adagi del Concert d'Aranjuez), mentre que el de 3 cintes i 2 cèrcols feia servir «Malagueña» d'Ernesto Lecuona en les versions de Stanley Black And His Orchestra i de Plácido Domingo. Aquest any, Sandra seguiria sent gimnasta titular en els dos exercicis. Durant aquesta temporada, el conjunt es va classificar per a diverses finals en proves de la Copa del Món, a més de fer-se amb les 3 medalles d'or en joc tant en l'US Classics Competition a Orlando com en el II Meeting a Vitória (Brasil). En el Campionat del Món de Montpeller no van poder classificar-se directament per als Jocs Olímpics, ja que van obtenir la 12a posició i una plaça per al Preolímpic després de fallar en l'exercici de cintes i cèrcols en fer-se un nus en una cinta després del xoc en l'aire de dues d'elles. A més van assolir la 6a plaça a la final de 5 pilotes. Després del Campionat del Món de Montpeller van seguir els seus entrenaments amb l'objectiu de poder classificar-se finalment per als Jocs a la cita preolímpica. Al novembre van participar en l'Euskalgym i al desembre, al I Torneig Internacional Ciutat de Saragossa, van obtenir la medalla de plata després de les russes. El conjunt titular aquest any va estar format per Sandra, Loreto Achaerandio, Elena López, Lourdes Mohedano, Alejandra Quereda (capitana) i Lidia Redondo. Pel 2012, Sandra seguiria sent gimnasta titular en els dos exercicis. Al gener el conjunt espanyol de gimnàstica rítmica va assolir l'or en el torneig Preolímpic de Londres 2012, assegurant la seva participació en els Jocs Olímpics de Londres 2012.

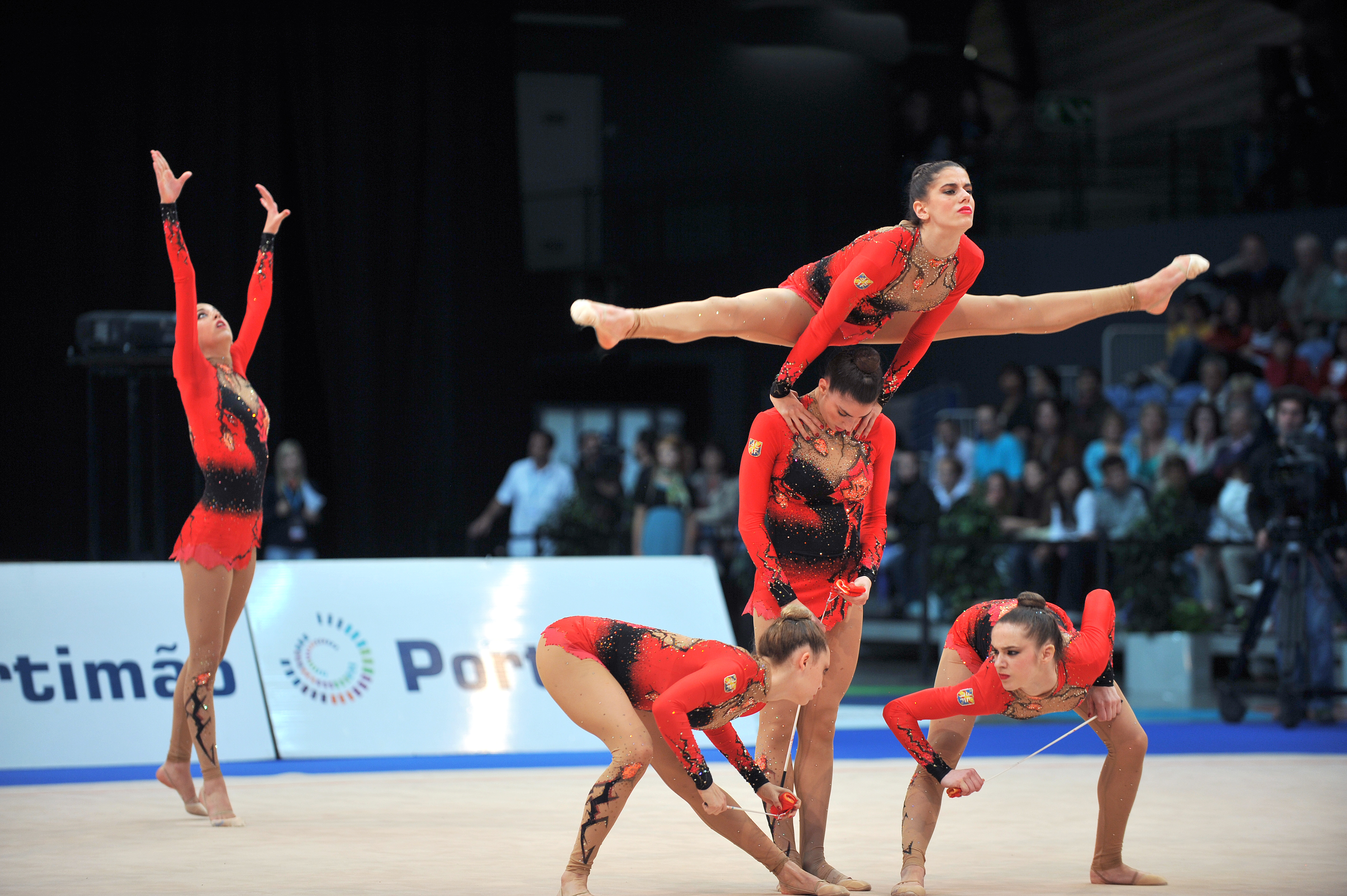
Sandra amb el conjunt durant l'exercici mixt a la Copa del Món de Portimão (2011), on fan servir la cançó «Malagueña»
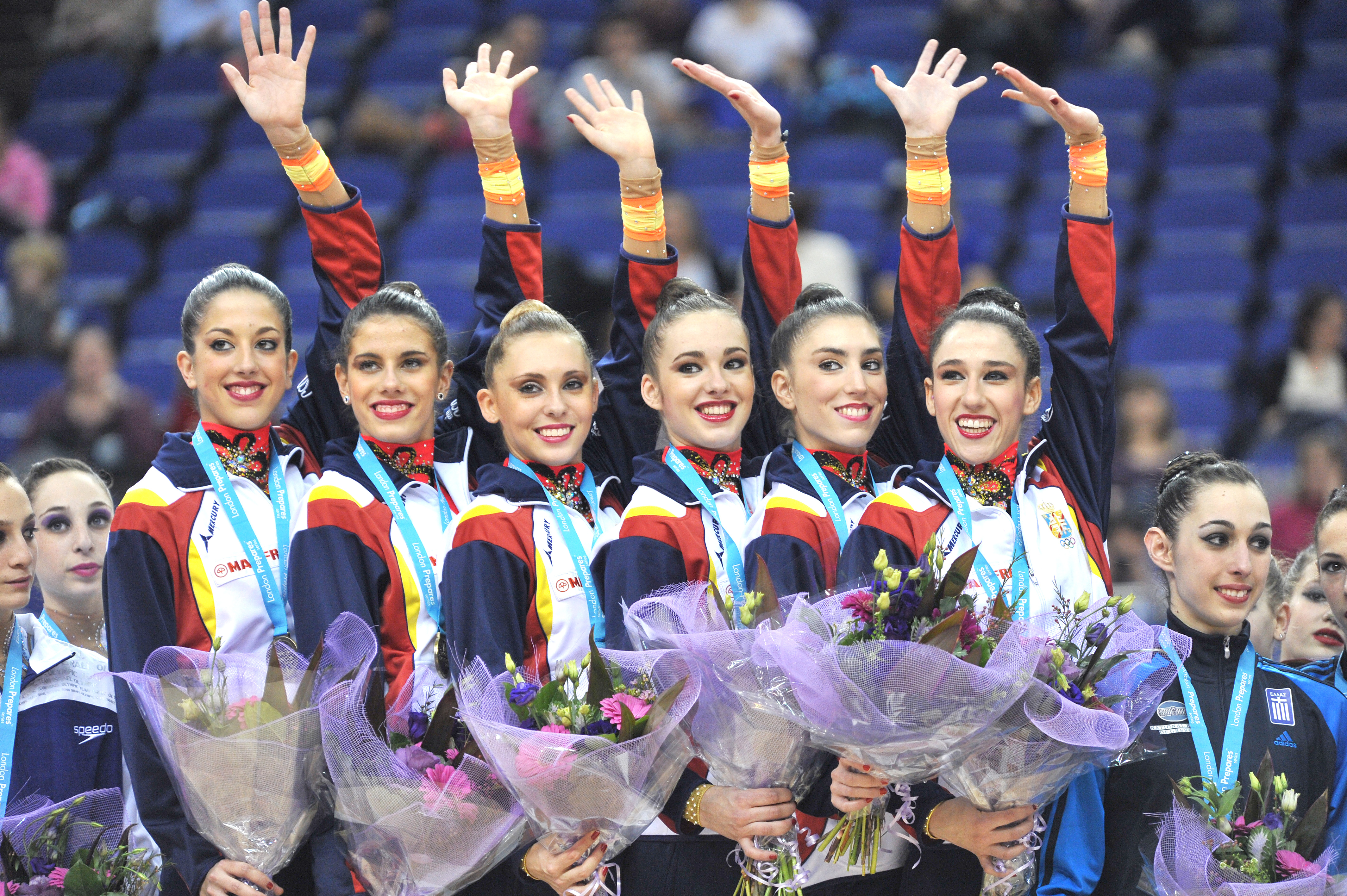
Aguilar (segona a la dreta) i la resta de l'equip amb l'or al podi del Preolímpic de Londres (2012).

Al maig, el conjunt espanyol va obtenir la medalla de bronze en la classificació general de la prova de la Copa del Món celebrada a Sofia (Bulgària) i la medalla d'or en la final de l'exercici mixt de cintes i cèrcols. El juliol de 2012 el conjunt va assolir la medalla de bronze en la classificació general de la prova de la Copa del Món celebrada a Minsk.
Posteriorment, Sandra va acudir amb l'equip als Jocs Olímpics de Londres 2012, la seva primera experiència olímpica. En la fase de classificació, el conjunt espanyol, compost per Sandra, Loreto Achaerandio, Elena López, Lourdes Mohedano, Alejandra Quereda (capitana) i Lidia Redondo, va sumar 54,550 punts (27,150 en 5 pilotes; 27,400 en 3 cintes i 2 cèrcols), el que les va col·locar cinquenes en la classificació general i les va ficar a la final. A la final olímpica celebrada al Wembley Arena, el conjunt espanyol va realitzar un primer exercici de 5 pilotes en el qual van obtenir una puntuació de 27,400 punts, col·locant-se en 5a posició i millorant en 250 centèsimes respecte a la seva puntuació obtinguda el dia de la classificació. En l'exercici de 3 cintes i 2 cèrcols van obtenir una puntuació de 27,550 punts. Espanya va reclamar la nota de dificultat de l'exercici, que va ser de 9,200, encara que la reclamació va ser rebutjada per la Federació Internacional de Gimnàstica (FIG). Després de finalitzar els dos exercicis, Espanya va acumular un total de 54,950 punts, que van servir per acabar la competició en 4a posició i obtenir el diploma olímpic.

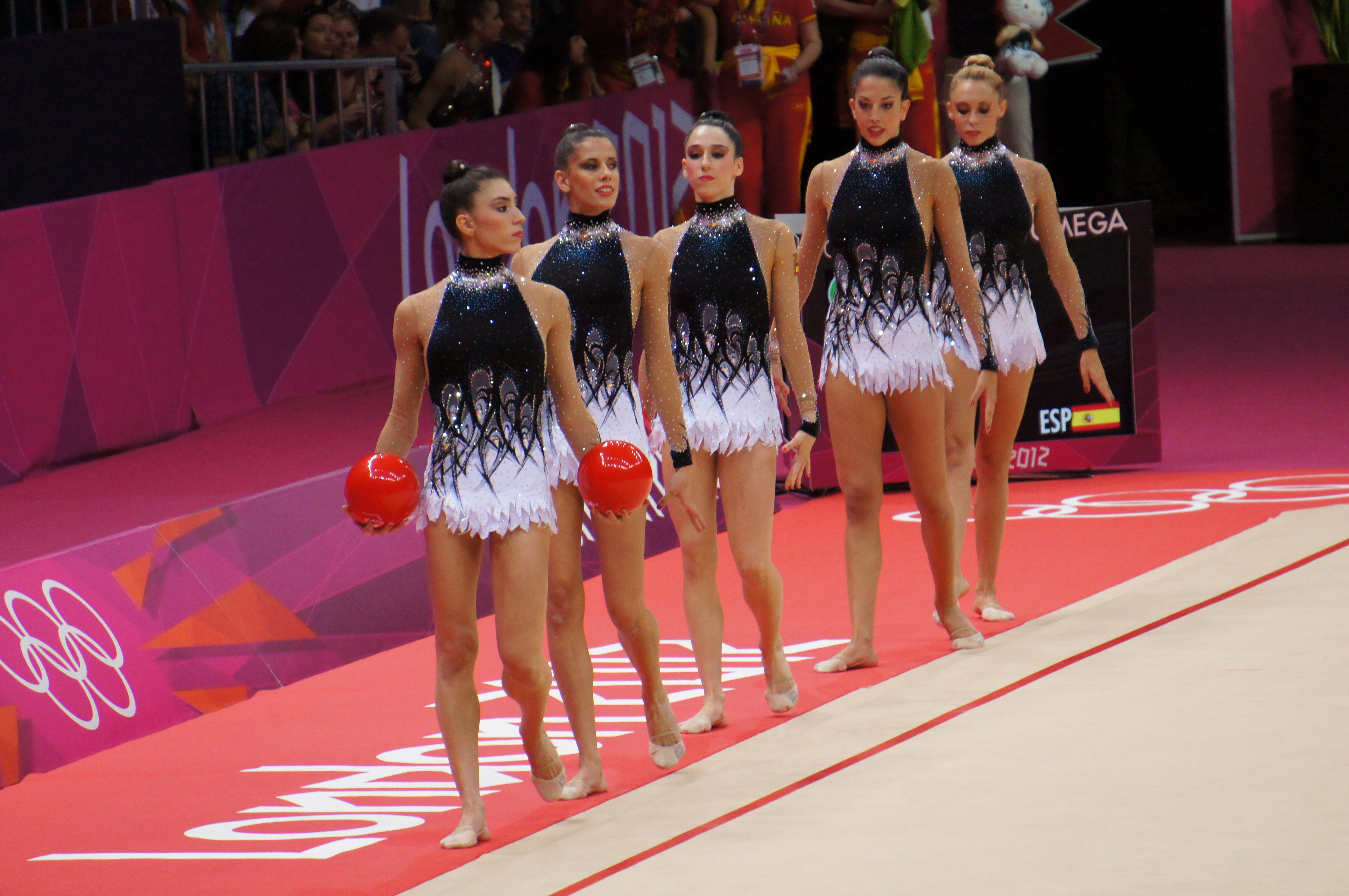
D'esquerra a dreta, Sandra, Lourdes, Loreto, Alejandra i Lidia als Jocs Olímpics de Londres 2012
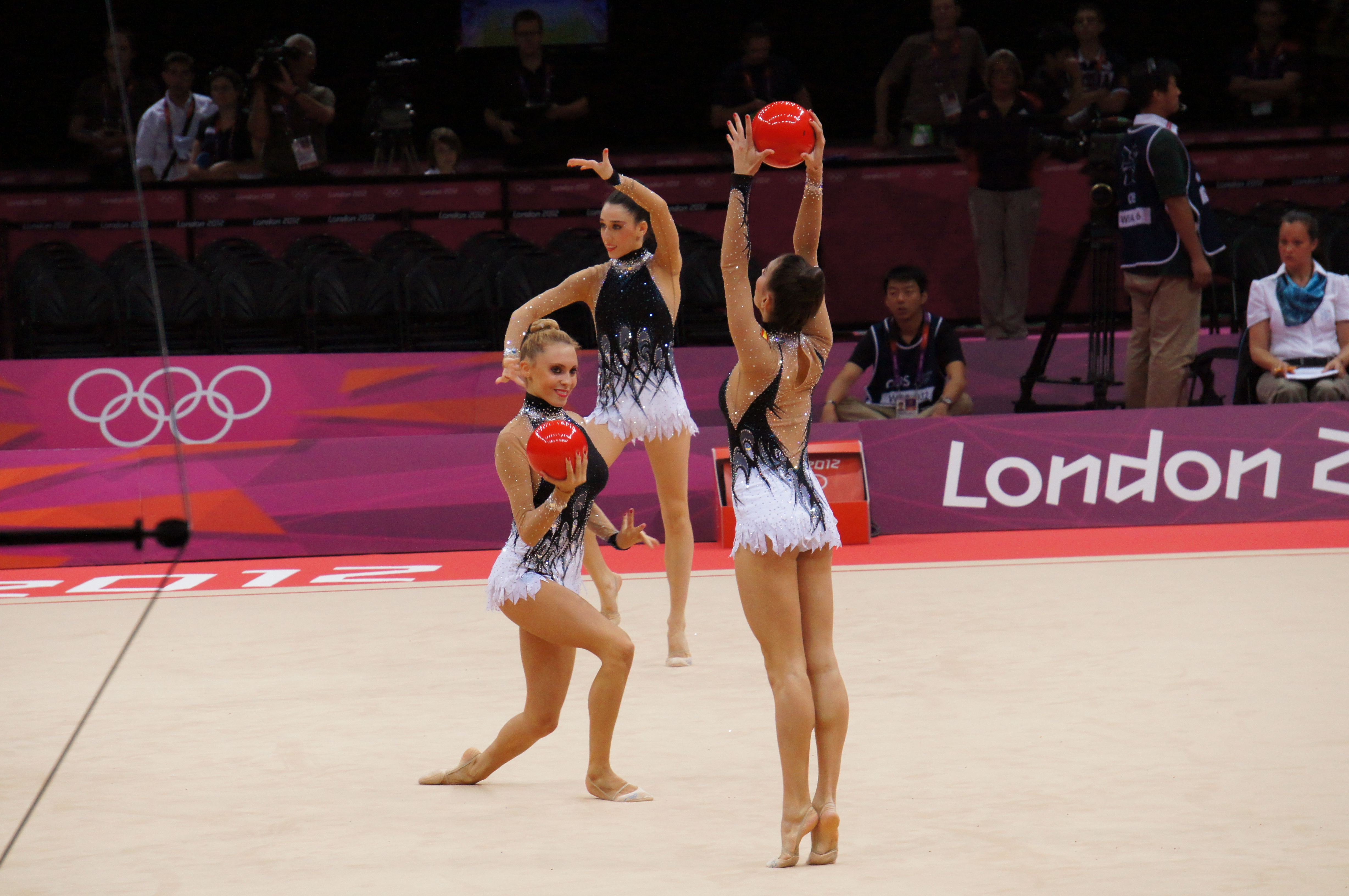
Un moment de l'exercici de 5 pilotes. Alejandra, d'esquena, seguida per Lidia i Loreto, al fons
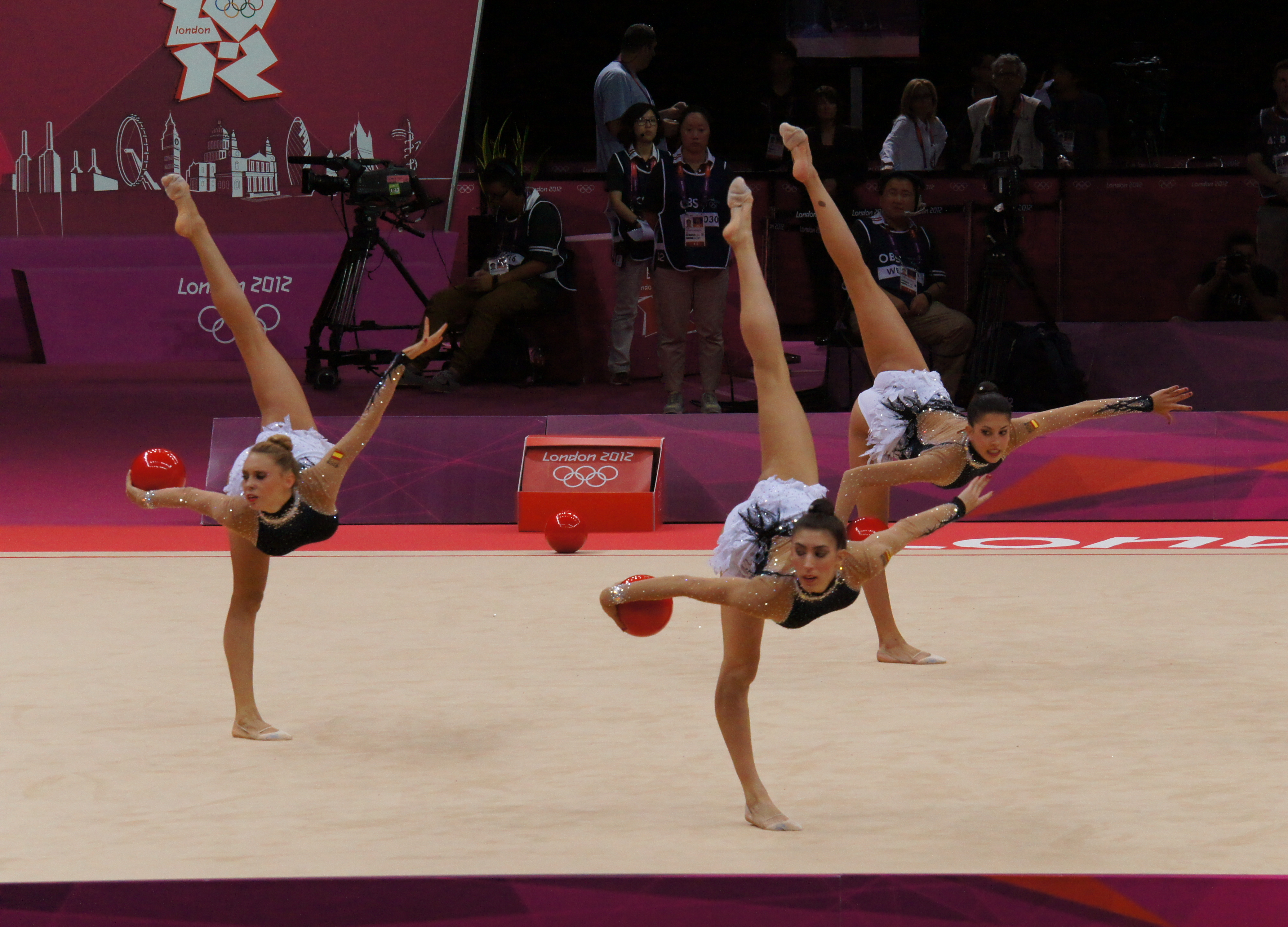
D'esquerra a dreta, Lidia, Sandra i Alejandra, fent un gir penché (o en planxa frontal)
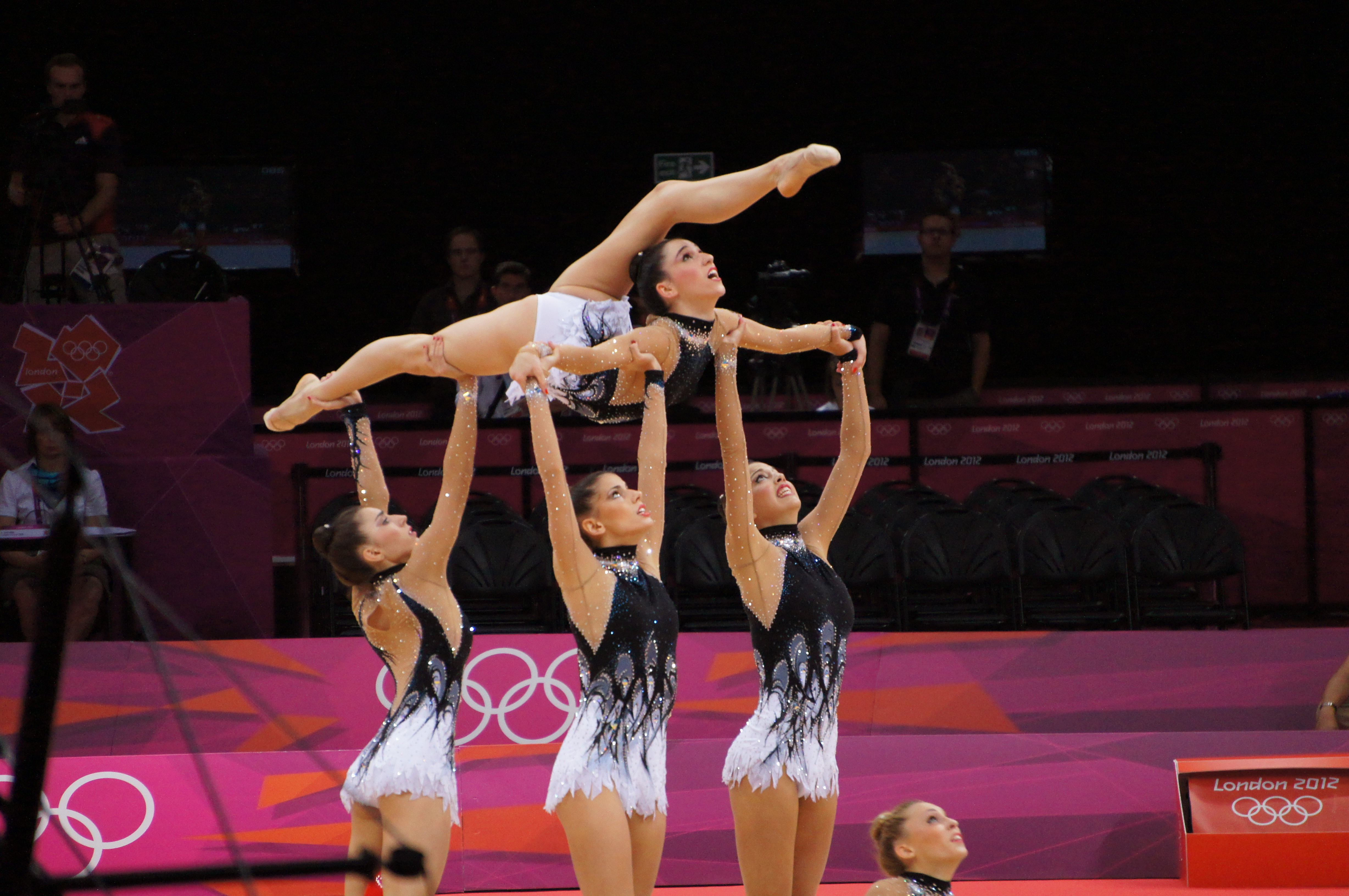
Sandra, Lourdes i Alejandra, sostenint a Loreto en un altre moment de l'exercici de 5 pilotes
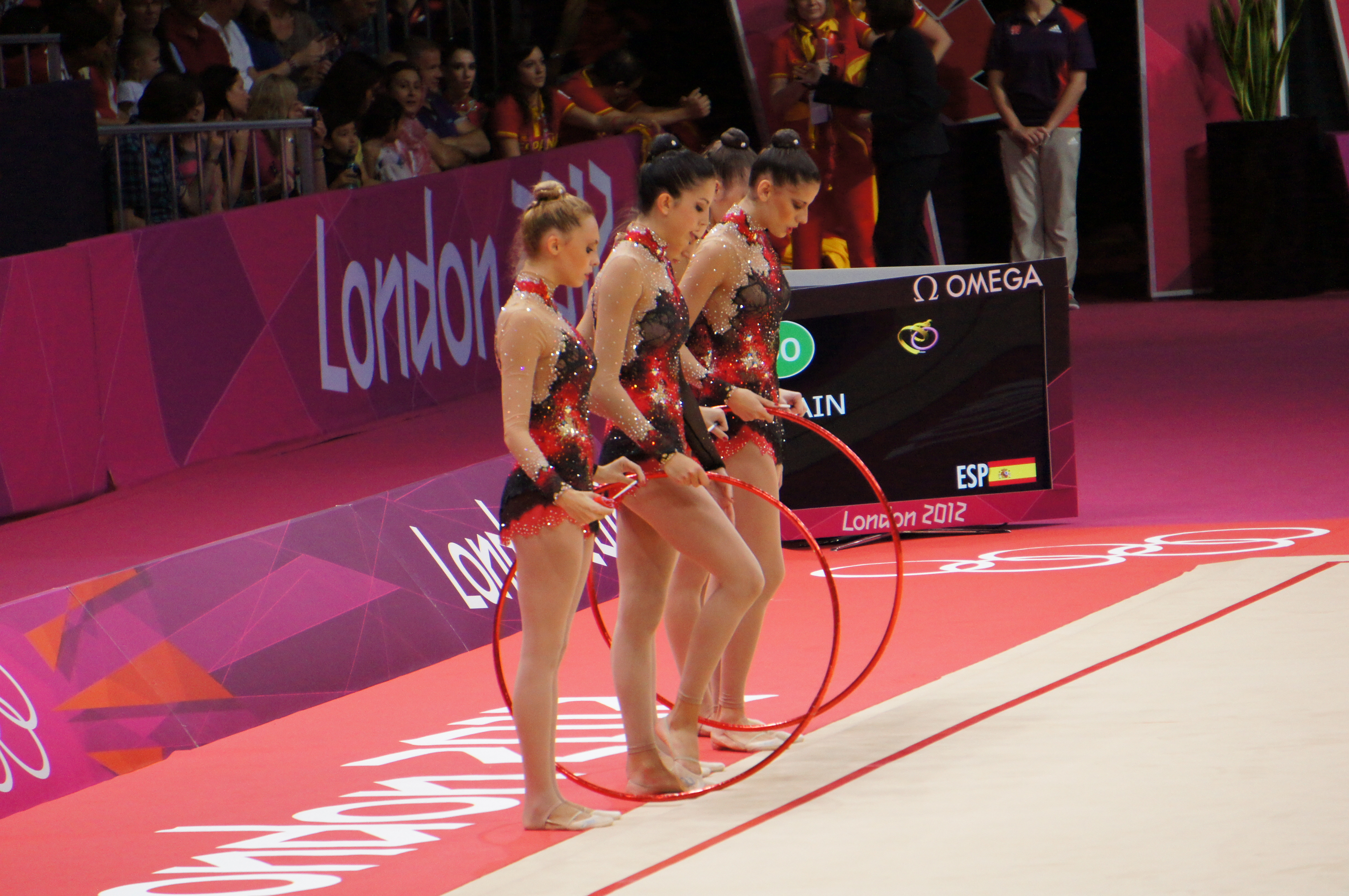
Les components de l'equip abans de realitzar l'exercici de 3 cintes i 2 cèrcols
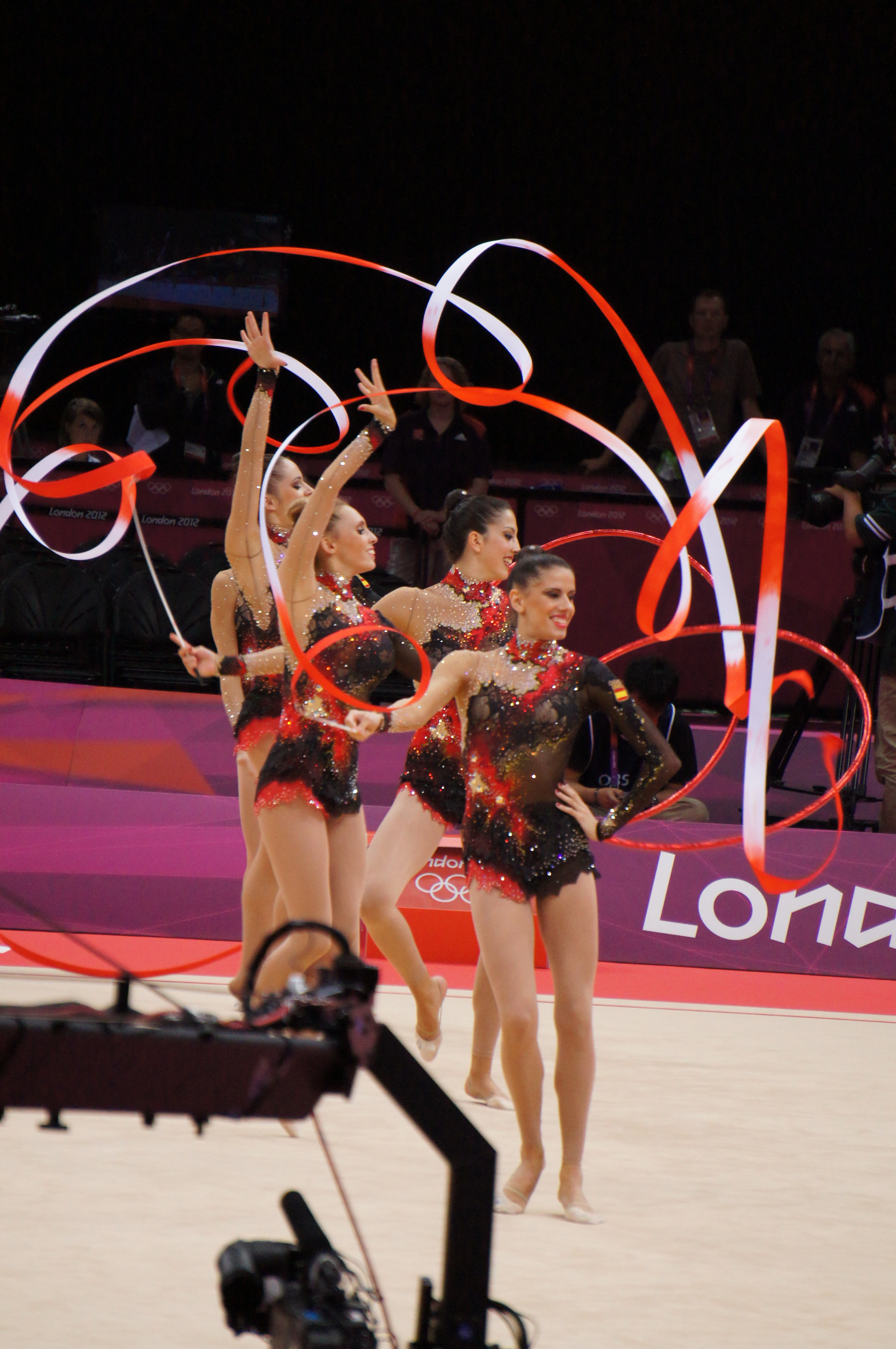
El conjunt durant l'exercici mixt
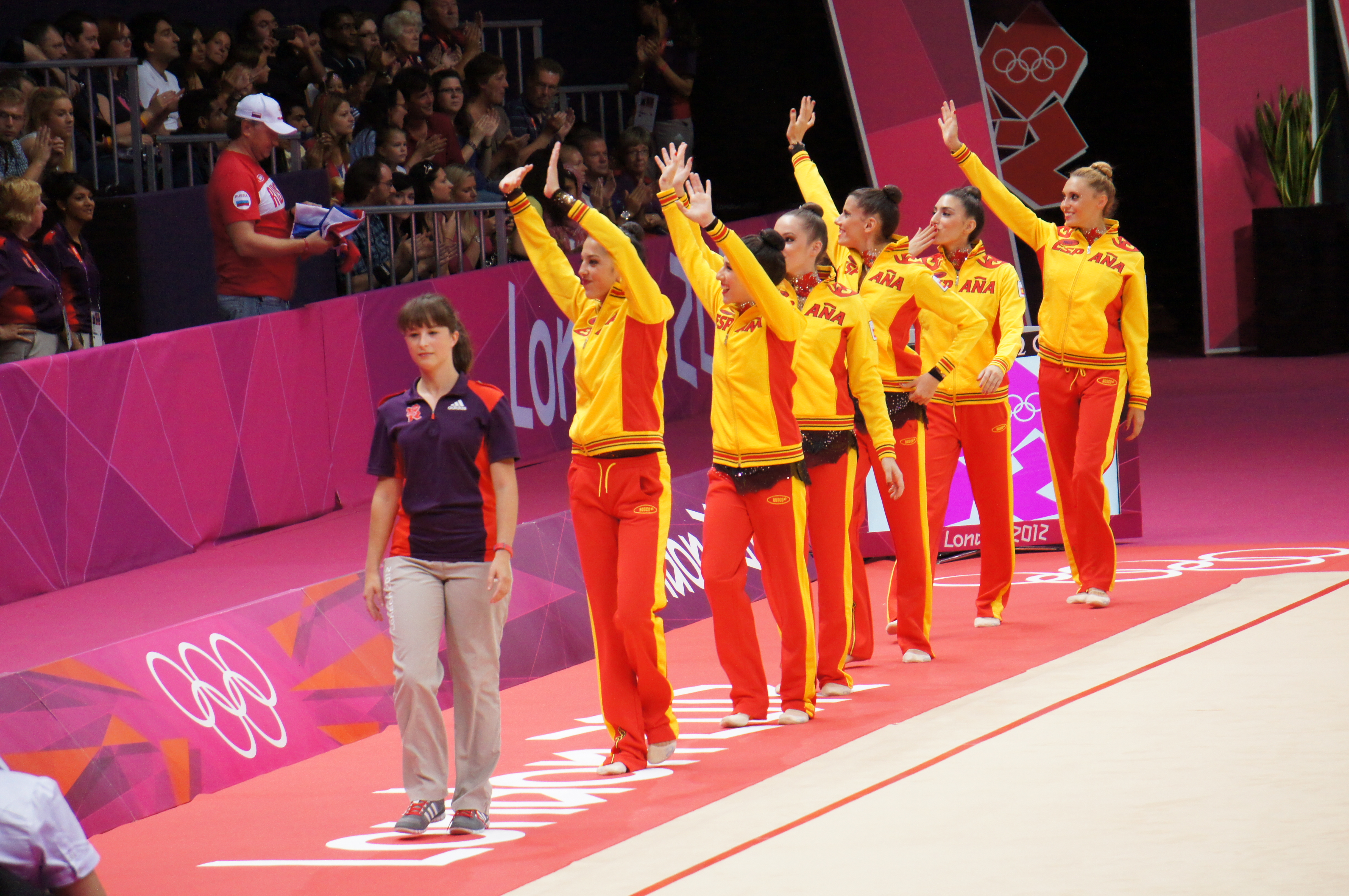
L'equip espanyol saludant al públic després de finalitzar la competició

El 27 de setembre de 2012, l'Ajuntament de Pinto va acordar per unanimitat que el Pavelló Esportiu Municipal del carrer Astúries portés el nom de «Sandra Aguilar». El 1r de desembre va tenir lloc l'acte d'imposició del nom, amb la presència de Sandra i la resta del conjunt nacional, que va realitzar una exhibició al mateix. Al novembre va participar amb les seves companyes en una exhibició a l'Euskalgym.

#### 2013 - 2016: Cicle olímpic de Rio 2016

##### 2013: Primer títol mundial en Kíev
El 2013, el conjunt va estrenar els dos nous exercicis per a la temporada (el de 10 maces, i el de 3 pilotes i 2 cintes). El primer feia servir com a música «A ciegas» de Miguel Poveda, i el segon els temes «Still», «Big Palooka» i «Jive and Jump» de The Jive Aces. Per a aquest any, Sandra seguiria sent titular en els dos muntatges. Les noves components de l'equip aquest any van ser Artemi Gavezou i Marina Fernández (que es retiraria a l'agost de 2013). A finals de març van disputar la primera competició de l'any, el Grand Prix de Thiais, on el conjunt va ser bronze a la general, plata a la final de 10 maces, i 4t en la de 3 pilotes i 2 cintes. A l'abril d'aquest any, en la prova de la Copa del Món disputada a Lisboa, el conjunt va ser medalla d'or a la general i medalla de bronze en 3 pilotes i 2 cintes. Posteriorment van ser medalla de plata en 10 maces en la prova de la Copa del Món de Sofia i bronze en el concurs general a la prova de la Copa del Món de Sant Petersburg.
El 1r de setembre, al Campionat del Món de Kíev, després d'acabar el dia anterior 4t en el concurs general, el conjunt espanyol va obtenir la medalla d'or a la final de 10 maces i la de bronze en la de 3 pilotes i 2 cintes. La nota de l'exercici de maces va ser de 17,350, que va atorgar a les espanyoles el títol mundial per davant d'Itàlia i Ucraïna, segona i tercera respectivament, mentre que a la final del mixt, la nota de 17,166 no va ser suficient per desbancar Belarús (que va ser plata), i a Rússia (que es va penjar l'or). El conjunt estava format per Sandra, Artemi Gavezou, Elena López, Lourdes Mohedano i Alejandra Quereda. Aquestes van ser les primeres medalles obtingudes per Espanya en un Campionat del Món de gimnàstica rítmica des de 1998.

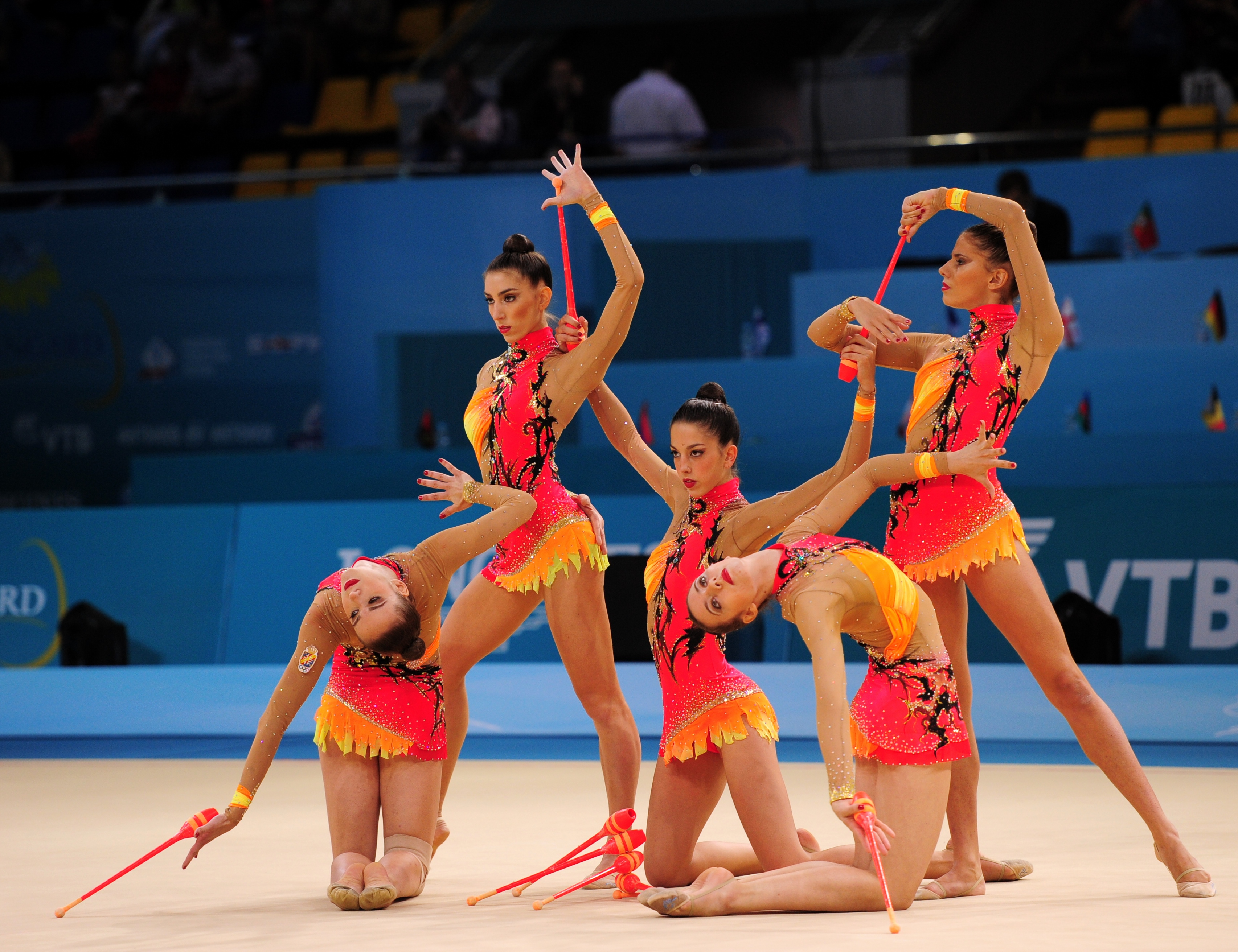
Inici de l'exercici de 10 maces al Mundial de Kíev (2013), on fan servir «A ciegas» de Miguel Poveda
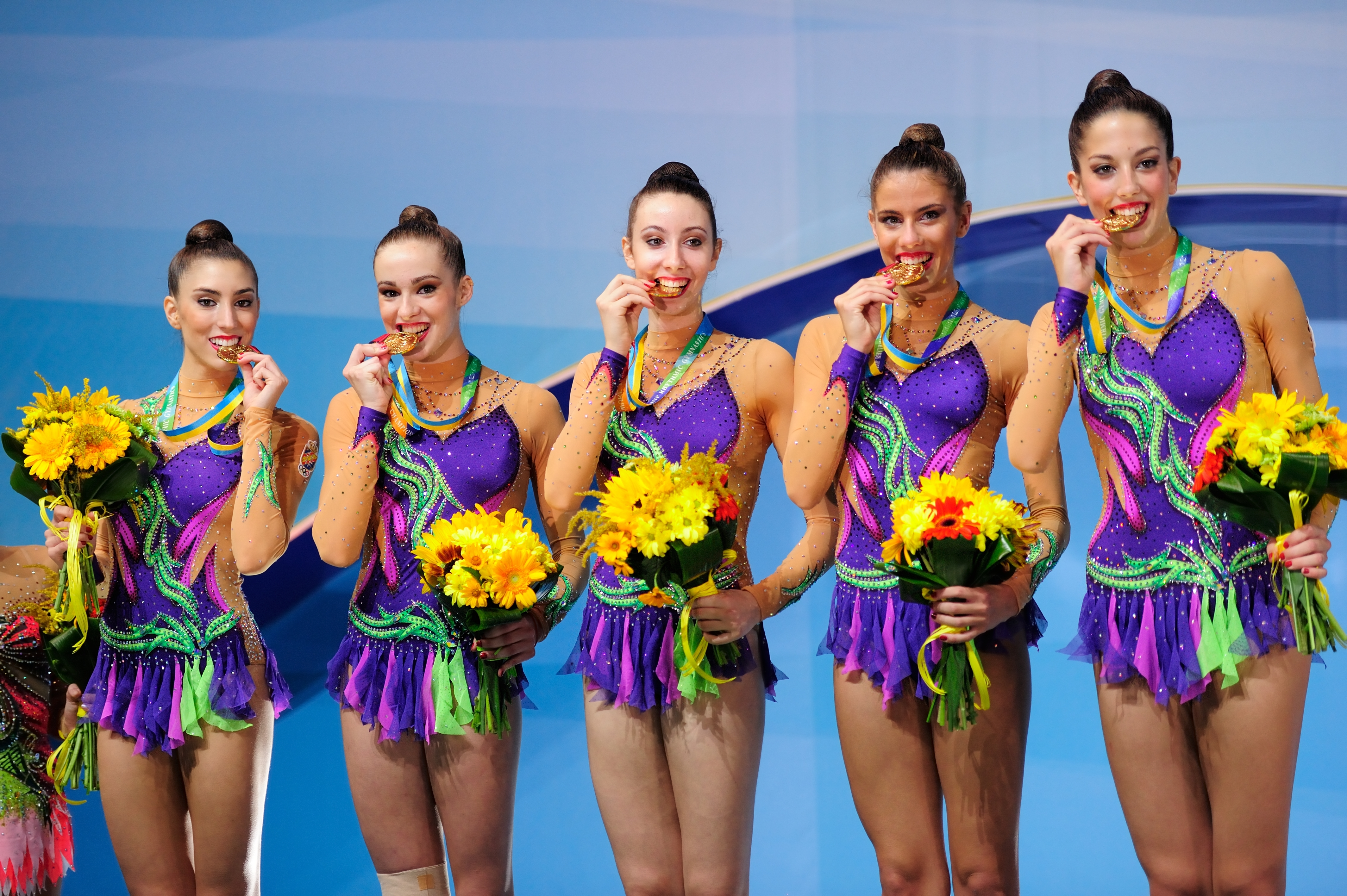
El conjunt espanyol amb l'or al podi de 10 maces a Kíev
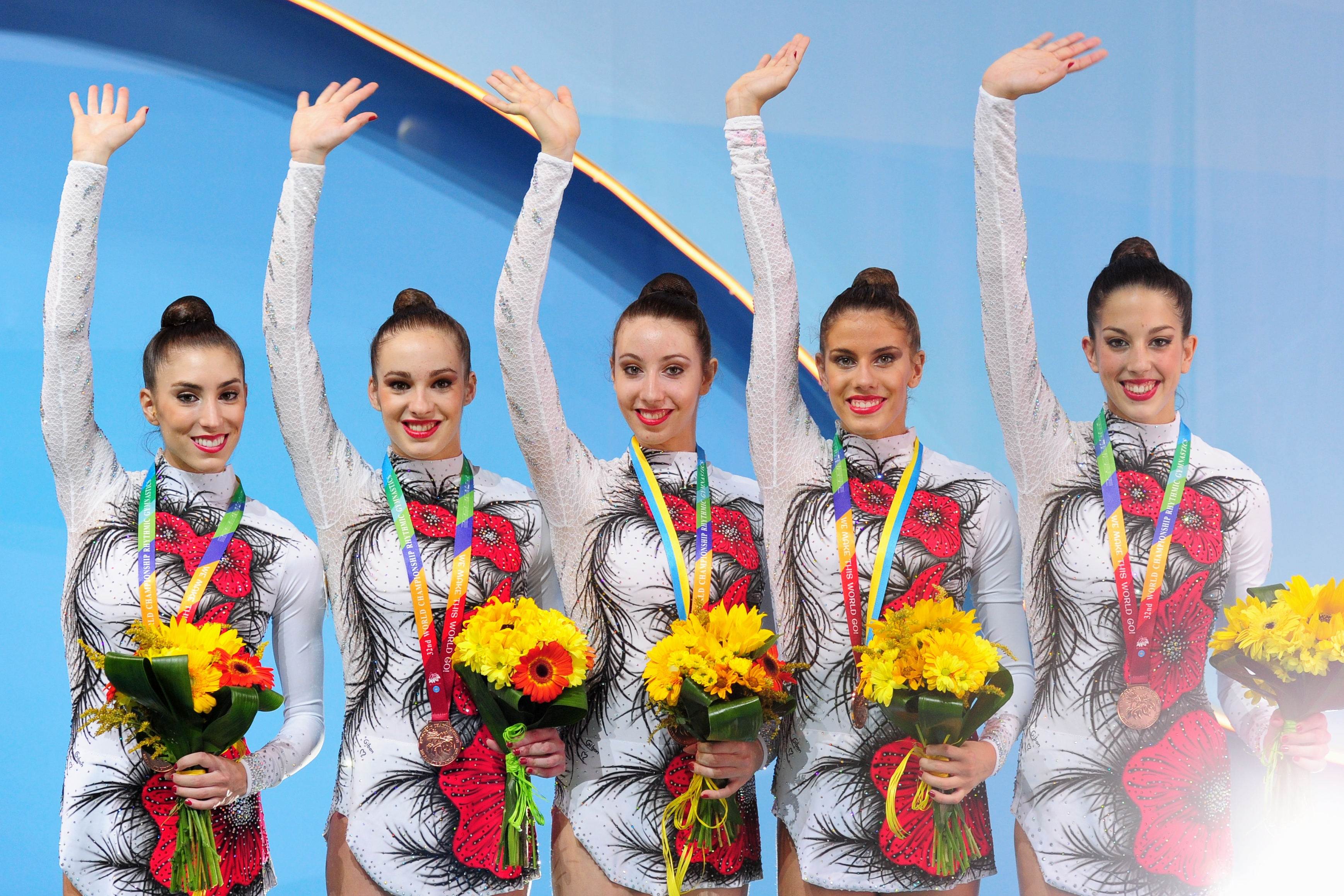
L'equip amb el bronze en el podi de la final de 3 pilotes i 2 cintes a Kíev

Després de proclamar-se campiones del món, les gimnastes del conjunt espanyol van realitzar una gira on van participar en diverses exhibicions, com les realitzades en l'Arnold Classic Europe a Madrid, la Gala Solidària a favor de Projecte Home a Burgos, la Gala d'Estrelles de la Gimnàstica a Mèxic, DF, l'Euskalgym a Bilbao, a Lió, a Conil de la Frontera, a Granada durant el Campionat d'Espanya de Conjunts, i a Vitòria per a la Gala de Nadal de la Federació Alavesa de Gimnàstica. A més, van realitzar un calendari amb la finalitat de recaptar diners per pagar les pròximes competicions. El 2014, la capitana del conjunt espanyol, Alejandra Quereda, preguntada sobre el fet que cap canal de televisió espanyol transmetés al Mundial de Kíev i respecte a la no presència de mitjans a l'aeroport en tornar a Espanya, va contestar:
| «                                                                | Et xoca una mica el fet que mitjans d'altres països et donin suport més que els teus […] Després del Campionat del Món ens han convidat a fer exhibicions en altres països […] el millor va ser en arribar a Mèxic. A l'aeroport ens estava esperant la premsa, televisions, ràdios ... Un desplegament. I, és clar, penses «si som més famoses aquí que a casa nostra». | » |
| — Alejandra Quereda, en declaracions eln 2014 a Planeta olímpico | |   |

##### 2014: Bronze europeu a Bakú i segon títol mundial a Esmirna
Diverses lesions i problemes físics d'algunes components de l'equip, com les molèsties d'Elena López al genoll o un edema ossi al turmell esquerre de Lourdes Mohedano, van fer retardar l'estrena de la temporada 2014.
El 29 de març de 2014, el conjunt va participar en una exhibició a Vera, on va estrenar el nou exercici de 3 pilotes i 2 cintes (amb els temes «Intro» i «Mascara» de Violet com a música), a més de realitzar el muntatge de 10 maces, que presentava algunes modificacions respecte a l'any anterior. La setmana posterior, les mateixes cinc integrants de l'equip que havien estat campiones del món a Kíev, van viatjar a Lisboa per competir a la prova de la Copa del Món disputada allà, el seu primer campionat oficial de la temporada. A Lisboa van assolir la medalla d'or en el concurs general, mentre que en les dues finals per aparells van obtenir sengles medalles de plata, tant en l'exercici de 10 maces com en el mixt de 3 pilotes i 2 cintes. En l'última competició abans de l'Europeu, la Copa del Món de Minsk, el conjunt es va fer amb la medalla de plata en el concurs general i la de bronze a la final de 3 pilotes i 2 cintes, a més d'assolir un 4t lloc en la final de 10 maces.
Al juny van disputar el Campionat d'Europa de Bakú, en què després d'assolir amb una nota de 34,091 el 5è lloc en el concurs general dos dies abans, es van penjar la medalla de bronze en la final de 10 maces. La nota de 17,550 les va col·locar en aquesta final darrere de Rússia, que va ser plata, i Bulgària, que va assolir l'or. A més, van tornar a obtenir la 5a plaça a la final de 3 pilotes i 2 cintes amb una nota de 17,400. Aquesta medalla va ser la primera obtinguda per Espanya en un Campionat Europeu de gimnàstica rítmica des de 1999. Dos dies després de l'Europeu, el 17 de juny, es va dur a terme una recepció a l'equip nacional en el CSD per celebrar aquesta medalla. En el mateix, el president de la Reial Federació Espanyola de Gimnàstica, Jesús Carballo, va qualificar al conjunt espanyol com «un dels millors equips que hem tingut» i va destacar el valor de la medalla en ser assolida davant «països amb molta més història i molts més recursos per poder pujar als podis». Alejandra Quereda, la capitana de l'equip, va assenyalar que «és una mostra del gran moment de forma en què ens trobem».
L'agost es va disputar la prova de la Copa del Món a Sofia, en què el conjunt espanyol va obtenir el 4t lloc en el concurs general, a només 5 centèsimes del bronze, quedant així per darrere d'Itàlia, Bulgària i Rússia, que es va fer amb l'or. L'endemà, van assolir la medalla de bronze en la final de 10 maces i el 5è lloc (empatades amb Ucraïna i Belarús) a la de 3 pilotes i 2 cintes. Per a aquesta competició, la gimnasta Artemi Gavezou, que es trobava recuperant-se d'una lesió i no va poder viatjar, va ser reemplaçada per Adelina Fominykh en l'exercici de maces i per Marina Viejo en el mixt, suposant el debut te totes dues amb el conjunt titular. També aquest mateix mes van disputar, de nou amb Artemi com a titular, el IV Meeting a Vitória (Brasil), on van assolir la plata en el concurs general i en 3 pilotes i 2 cintes, i la medalla d'or en 10 maces.
Al començament de setembre van disputar la prova de la Copa del Món a Kazan, on les integrants del combinat espanyol es van fer amb el bronze en el concurs general, el 4t lloc a la final de 3 pilotes i 2 cintes, i el 8è lloc en la de 10 maces.
En el Campionat del Món d'Esmirna, diverses caigudes i una sortida del tapís en l'exercici de 3 pilotes i 2 cintes van fer que el conjunt espanyol acabés en l'11è lloc en el concurs general, classificar-se només per a la final de maces. L'endemà, el 28 de setembre, el combinat espanyol va obtenir la medalla d'or en la final de 10 maces per segon any consecutiu. La nota de l'exercici va ser de 17,433, el que va atorgar a les espanyoles el títol mundial per davant d'Israel i Belarús (segona i tercera respectivament). El conjunt estava integrat per les mateixes components que també van assolir la medalla d'or a Kíev l'any anterior: Sandra, Artemi Gavezou, Elena López, Lourdes Mohedano i Alejandra Quereda.
Després de proclamar-se campiones del món per segona vegada, l'octubre van viatjar al LG Whisen Rhythmic All Stars 2014, celebrat a Seül, on van realitzar l'exercici mixt i van participar en una exhibició.
El 20 de desembre de 2014, el conjunt espanyol va participar en l'homenatge a Palència a la seva entrenadora, Sara Bayón, realitzant dos exhibicions. El reconeixement va tenir lloc al Pavelló Marta Domínguez.

##### 2015: Bronze mundial a Stuttgart i grans reconeixements
A inicis de març de 2015, Aguilar va impartir junt amb part del conjunt una màster class a Lluarca. Aquest mateix mes va tenir lloc la primera competició de la temporada, el Grand Prix de Thiais, on el conjunt espanyol va estrenar els dos nous exercicis, el de 5 cintes i el de 2 cèrcols i 6 maces. El primer tenia com a música la cançó «Europa» de Mónica Naranjo, i el segon a barreja de cançons de District 78 del tema «Ameksa (The Shepard)» de Taalbi Brothers. En aquest inici de temporada, Claudia Heredia i Lidia Redondo, que havia tornat a la selecció, van ocupar els llocs de titular de les lesionades Elena López i Lourdes Mohedano. L'equip va acabar en el 6è lloc a la general, mentre que van assolir la medalla de plata a la final de 5 cintes i van ocupar el 8è lloc en la de 2 cèrcols i 6 maces. Aquest mateix mes, el combinat espanyol va viatjar a Lisboa per disputar la prova de la Copa del Món celebrada a la capital portuguesa. En la mateixa, van assolir la medalla de bronze a la general, el 7è lloc a la final de 5 cintes i novament el bronze en la de 2 cèrcols i 6 maces.
A l'abril, el conjunt va disputar la Copa del Món de Pesaro, obtenint la medalla de bronze en el concurs general, el 7è lloc en 5 cintes, i el 5è en 2 cèrcols i 6 maces.
Al començament de maig, el conjunt va participar en sengles exhibicions en el Campionat d'Espanya en Edat Escolar, disputat a Àvila, i en el Torneig Internacional de Corbeil-Essonnes. A finals de maig, l'equip va viatjar a Taixkent per participar en la Copa del Món celebrada a la capital uzbeka. Allà van assolir dues medalles de plata tant en el concurs general com en 2 cèrcols i 6 maces, i van acabar en la 6a posició en 5 cintes.
Al juny, el conjunt va participar en els Jocs Europeus de Bakú 2015, obtenint el 4t lloc tant en el concurs general com a la final de 5 cintes.
A la Copa del Món de Sofia, celebrada a l'agost, van obtenir la 7a posició en el concurs general i la 6a a la final de 5 cintes. Aquest mateix mes, a la Copa del Món de Kazan, van assolir la 6a posició a la general i el 5è lloc tant a la final del mixt com en la de 5 cintes.
Al setembre de 2015 es va disputar el Campionat del Món de Stuttgart, classificatori per als Jocs Olímpics. El primer dia de competició, el 12 de setembre, el conjunt espanyol va assolir la medalla de bronze en el concurs general amb una nota acumulada de 34,900, només superada per Rússia (or) i Bulgària (plata). Era la primera medalla per a Espanya en la general d'un Mundial des de 1998. Aquest lloc va atorgar al combinat espanyol una plaça directa per als Jocs Olímpics de Rio de Janeiro 2016. El darrer dia de competició, les espanyoles van obtenir la 6a plaça a la final de 5 cintes. Durant aquest exercici, Artemi Gavezou es va lesionar el peu. L'equip va decidir llavors no participar en la final de 2 anelles i 6 maces, ja que a més Lidia Redondo, la gimnasta reserva, no podia competir en no estar inscrita en aquest moment. El conjunt va estar integrat en aquesta competició per Sandra, Artemi Gavezou, Elena López, Lourdes Mohedano i Alejandra Quereda, a més de Lidia Redondo com a suplent. Aquest campionat va ser retransmès a Espanya per Teledeporte amb la narració de Paloma del Río i Almudena Cid, sent el primer Mundial que emetia una televisió espanyola en aquest cicle olímpic, ja que els dos anteriors no van ser transmesos per cap canal nacional.
Després d'aquest bronze mundial, el conjunt espanyol va ser rebut en el Consell Superior d'Esports i el Comitè Olímpic Espanyol, a més de concedir nombroses entrevistes a diferents mitjans de comunicació, participant per exemple en el programa de ràdio Planeta olímpico de Radio Marca i al programa de televisió El hormiguero d'Antena 3 el 24 de setembre.
El 14 d'octubre de 2015, les cinc components del conjunt espanyol bicampió del món, entre elles Sandra, van rebre la Medalla de Bronze de la Reial Ordre del Mèrit Esportiu, atorgada pel Consell Superior d'Esports, una de les distincions més importants que pot obtenir un esportista espanyol. El guardó els havia estat concedit el 28 de juliol del mateix any. L'acte de lliurament va ser presidit per Íñigo Méndez de Vigo (Ministre d'Educació, Cultura i Esport) i per Miguel Cardenal (president del CSD), i va tenir lloc a l'auditori del Museu Nacional Centre d'Art Reina Sofia (Madrid). A més, en el mateix esdeveniment van ser guardonades amb la Medalla d'Or junt amb el conjunt espanyol campió olímpic a Atlanta 1996, conegudes com Las Niñas de Oro, sent la primera vegada que les dues generacions de gimnastes es reunien. Un mes després, el 17 de novembre, el conjunt espanyol va acudir als Premis Nacionals de l'Esport, on els va ser lliurada la Copa Baró de Güell com a millor equip nacional de 2014, premi del Consell Superior d'Esports que se'ls havia atorgat el 13 de juliol i que va ser compartit amb la selecció femenina de futbol. La Copa va ser recollida per Alejandra Quereda (capitana de l'equip) i per Jesús Carballo Martínez (president de la Federació) de mans del rei Felip VI d'Espanya.

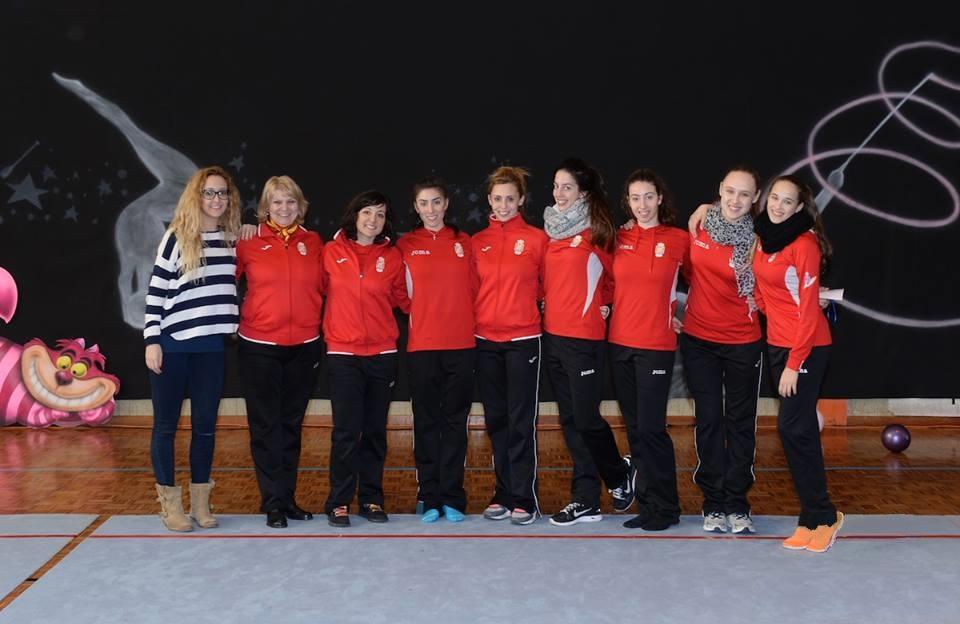
Aguilar (quarta) junt amb el conjunt espanyol en una master class a Lluarca (2015)
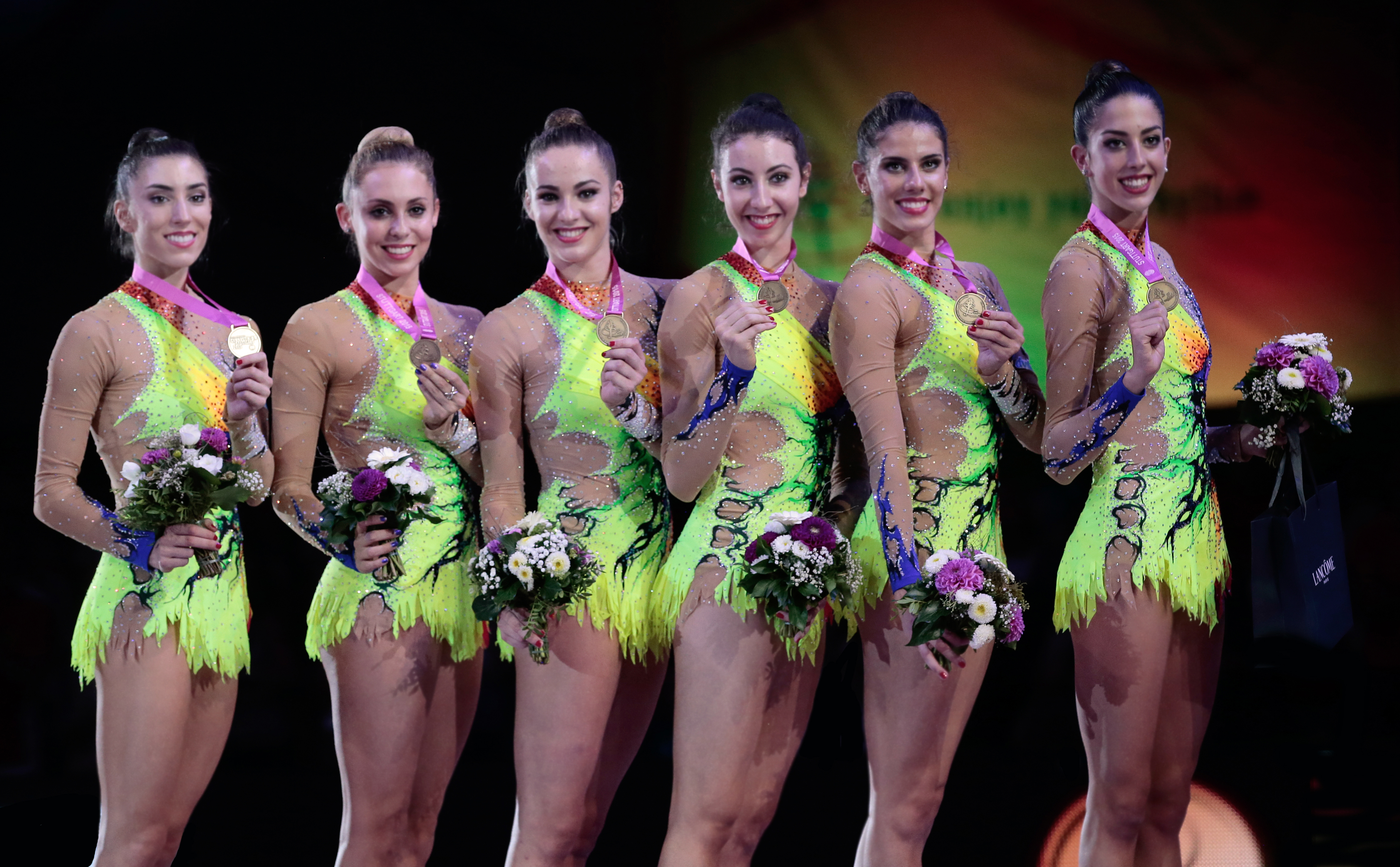
L'equip espanyol amb el bronze de la general al Mundial de Stuttgart (2015)
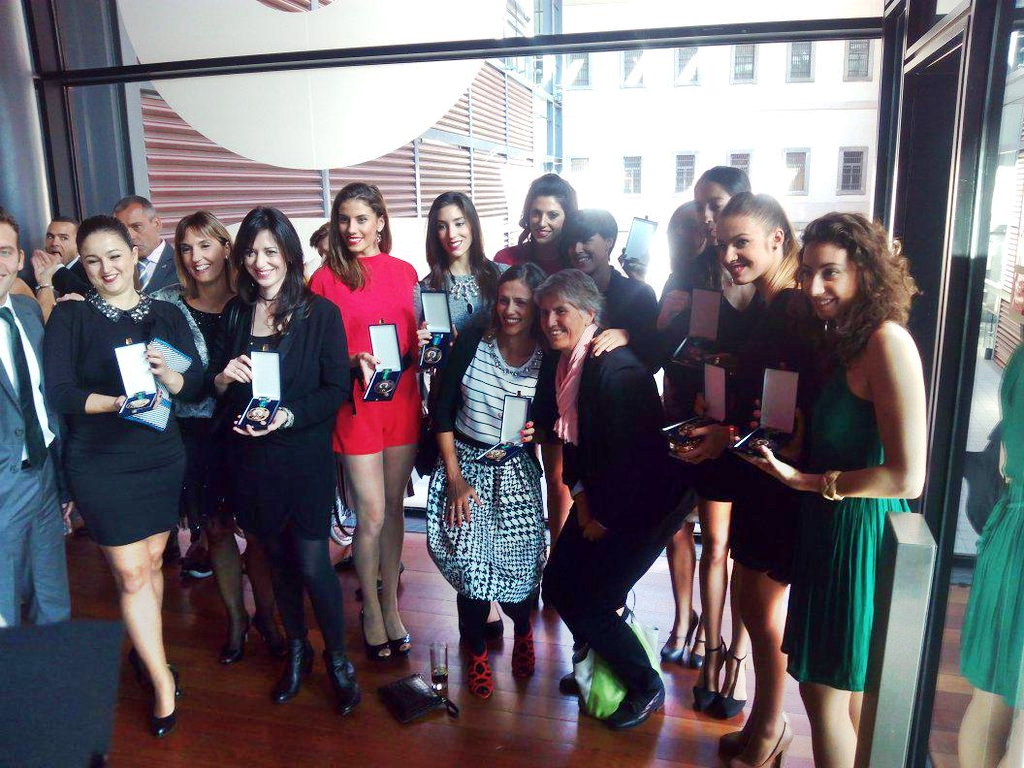
Sandra junt amb de la resta del seu conjunt, Las Niñas de Oro i Paloma del Río en el lliurament de la Reial Ordre del Mèrit Esportiu (2015)

El 19 d'octubre de 2015 va anunciar que el conjunt espanyol de gimnàstica rítmica protagonitzaria el tradicional anunci de Nadal de la marca de cava Freixenet, i que aquest seria dirigit pel cineasta Kike Maíllo. L'equip va realitzar els assajos de l'anunci el 29 i el 30 d'octubre, i es va gravar entre els dies 10 i 11 de novembre en un plató de Barcelona. L'anunci, titulat «Brillar», es va estrenar finalment el 25 de novembre en un esdeveniment en el Museu Marítim de Barcelona, podent-se veure des d'aquest dia a la pàgina web de Freixenet i a YouTube. Va ser acompanyat per l'enregistrament d'un documental promocional anomenat Mereixent un somni, on gimnastes i entrenadores expliquen el seu dia a dia en l'equip nacional. El 19 de desembre el conjunt espanyol va actuar com a tancament de la XXII Gala Internacional Nadalenca de Gimnàstica de Vitòria.

##### 2016: Europeu d'Holon i plata als Jocs Olímpics de Rio
Al febrer de 2016, a la Copa del Món d'Espoo, el conjunt va estrenar dos nous exercicis per a la temporada. El de 5 cintes tenia com a música una barreja de cançons de temes amb aires brasilers: «Vidacarnaval» de Carlinhos Brown, «Bahiana / Batucada» d'Inner Sense i Richard Sliwa, i «Sambuka» d'Artem Uzunov. El de 2 cèrcols i 6 maces comptava per la seva part amb els temes flamencs «Cementerio judío», «Soleá» i «La aurora de Nueva York», interpretats per la Companyia Rafael Amargo i Montse Cortés. Rafael Amargo també va col·laborar amb el conjunt en la coreografia de l'exercici. L'equip va obtenir el bronze a la general, l'or en cintes i la plata en el mixt.
Al començament de març van assolir els 3 ors en joc en el Torneig Internacional de Schmiden. Aquest mateix mes van viatjar a la Copa del Món de Lisboa, on van obtenir el bronze a la general, el 5è lloc en 5 cintes i un altre bronze en el mixt. La setmana següent es van desplaçar a França per disputar el Grand Prix de Thiais, que celebrava la seva 30a edició. Allà van assolir el bronze a la general, el 4t lloc en 5 cintes i la plata en el mixt.
Al maig, a la Copa del Món de Taixkent, es van penjar el bronze en cintes i la plata en el mixt després d'haver obtingut el 4t lloc a la general.
Al juny es va disputar la Copa del Món de Guadalajara, la primera competició internacional oficial de gimnàstica rítmica que es va celebrar a Espanya des de la Final de la Copa del Món a Benidorm (2008). L'esdeveniment es va desenvolupar del 3 al 5 de juny al Palau Multiusos de Guadalajara amb l'assistència d'unes 8.000 persones en les dues últimes jornades. El conjunt va assolir alçar-se amb la medalla d'or a la general per davant de Belarús i Ucraïna, mentre que l'últim dia es va penjar dos bronzes en les finals de cintes i del mixt. Aquest mateix mes van disputar el Campionat d'Europa d'Holon, on van obtenir el 6a lloc en la general amb una nota acumulada de 35,333. En les finals per aparells, van assolir el bronze en 5 cintes amb una nota de 18,133, i la plata en el mixt amb una puntuació de 18,233.
El juliol van competir a la Copa del Món de Kazan, obtenint el 6è lloc en la general i el 4t a la final de cintes. A la fi d'aquest mateix mes van disputar la Copa del Món de Bakú, última cita abans dels Jocs Olímpics, on van assolir la 5a plaça a la general i sengles bronzes en les dues finals per aparells.
L'agost va competir amb el conjunt en els Jocs Olímpics de Rio 2016, la seva segona participació olímpica. El combinat espanyol estava integrat en aquest esdeveniment per Sandra, Artemi Gavezou, Elena López, Lourdes Mohedano i Alejandra Quereda (capitana). La competició va tenir lloc els dos últims dies dels Jocs al pavelló Arena Olímpica de Rio. El 20 d'agost van assolir la 1a plaça en la qualificació amb una nota de 35,749 (17,783 en cintes i 17,966 en el mixt), classificar-se així per a la final de l'endemà. El 21 d'agost, a la final olímpica, l'equip espanyol es va col·locar en primer lloc després de l'exercici de 5 cintes amb una nota de 17,800. A la segona rotació, la de l'exercici mixt, van obtenir una puntuació de 17,966. Finalment van acabar en segona posició després de Rússia i per davant de Bulgària, assolint així la medalla plata amb una nota de 35,766. Aquesta medalla va ser la primera medalla olímpica per a la gimnàstica rítmica espanyola des de la assolida per Las Niñas de Oro a Atlanta 1996.

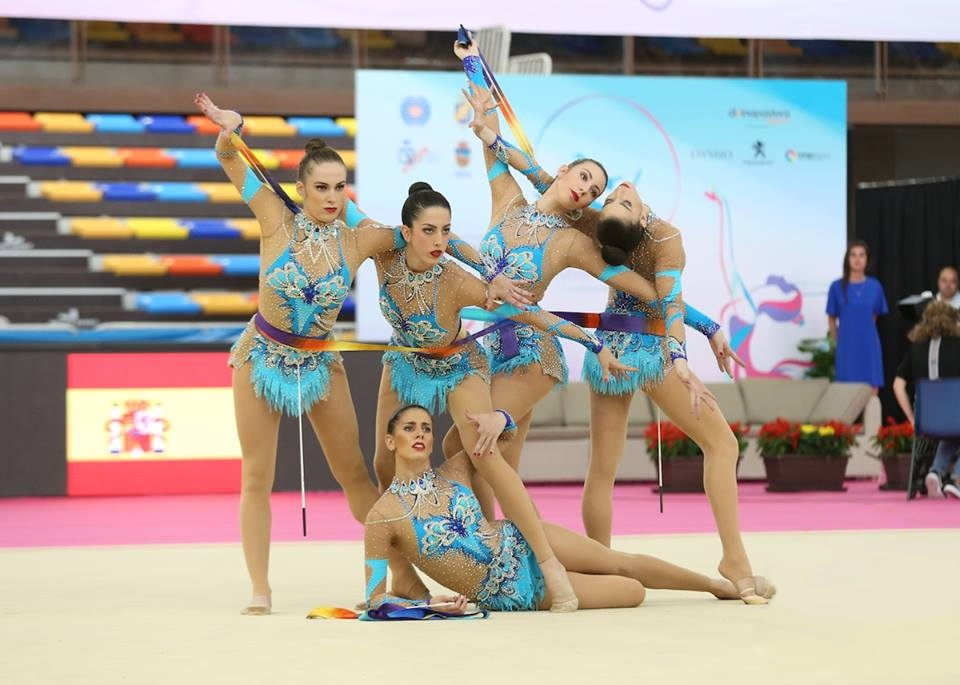
Inici de l'exercici de 5 cintes a la Copa del Món de Guadalajara (2016)
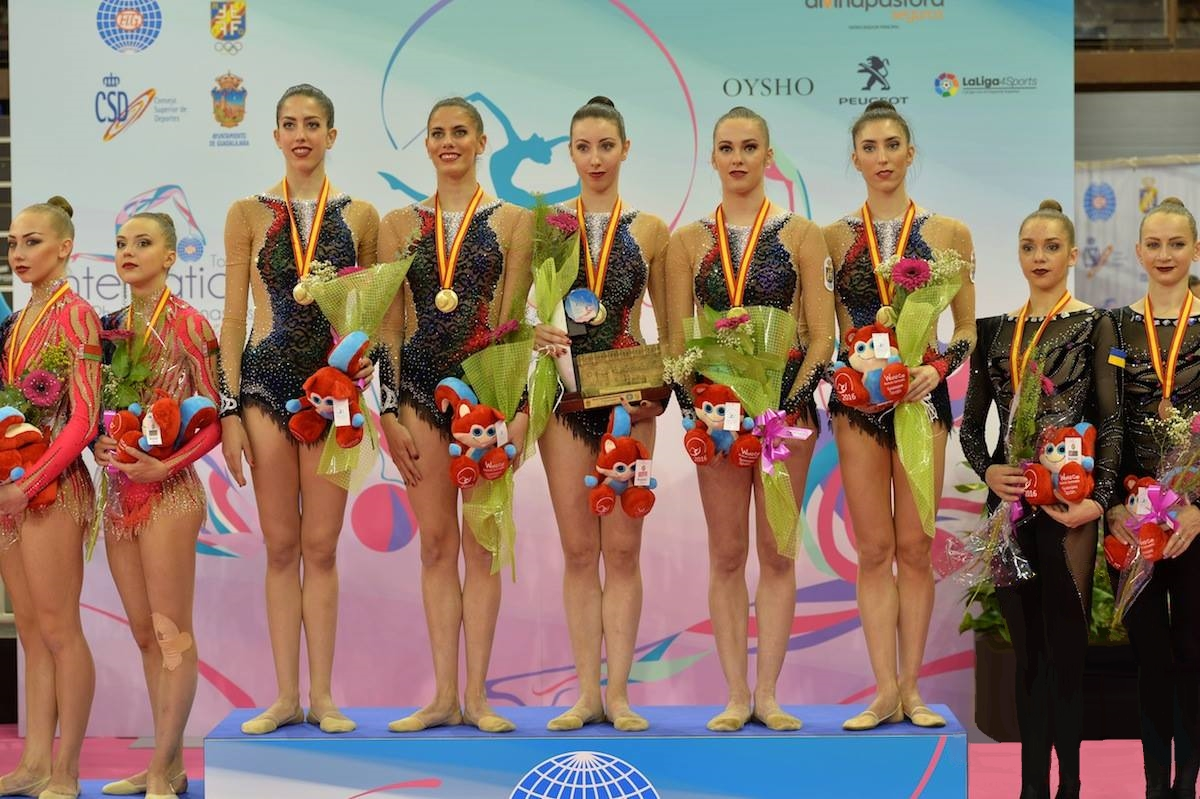
El conjunt amb l'or al podi de la general de la Copa del Món de Guadalajara (2016)
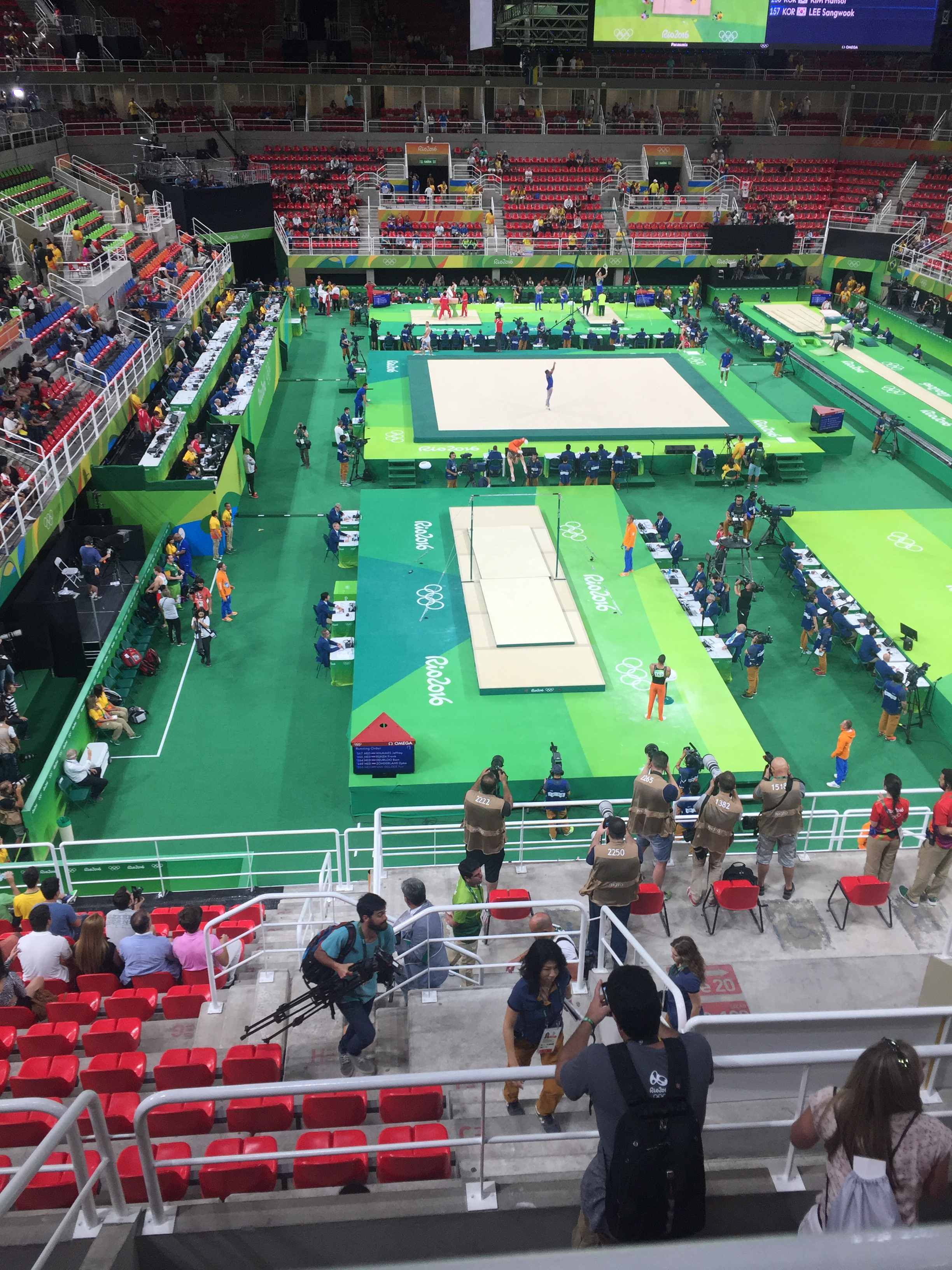
L'Arena Olímpica de Rio va albergar la competició de gimnàstica rítmica i artística dels Jocs Olímpics de Rio de Janeiro 2016

El 7 de setembre, l'Ajuntament de Pinto va rebre a Sandra amb motiu de la plata olímpica a Rio 2016. Durant aquesta recepció, Aguilar va signar al Llibre d'Honor de la ciutat.
El 22 d'octubre va participar amb la resta de l'Equipaso en una exhibició al Euskalgym de Vitòria.
El 15 de novembre de 2016, les cinc components del conjunt subcampió olímpic van rebre la Medalla de Plata de la Reial Ordre del Mèrit Esportiu, atorgada pel CSD, que va ser concedida el 18 d'octubre. Així mateix es va premiar amb la Medalla de Bronze a la seleccionadora Anna Baranova, a la gimnasta Carolina Rodríguez i a la jutgessa de rítmica Ana María Valenti. L'acte de lliurament va ser presidit per Íñigo Méndez de Vigo (Ministre d'Educació, Cultura i Esport), i va tenir lloc a l'auditori del Museu Nacional Centre d'Art Reina Sofia (Madrid). Després anunciar-se que l'Equipaso tornaria a protagonitzar l'anunci nadalenc de Freixenet; l'anunci va ser presentat el 28 de novembre en una gala al Teatre Goya de Barcelona. Va comptar amb la presentació d'Almudena Cid i la presència de l'equip. L'anunci, titulat «Brillar 2016», era pràcticament el mateix de l'any anterior amb excepció del final, que incloïa noves imatges de les gimnastes felicitant l'any amb la plata olímpica. Així mateix, la campanya va ser acompanyada per un documental promocional anomenat «La satisfacció és per sempre», amb noves imatges i declaracions de les gimnastes sobre la seva preparació, i una recreació del podi dels Jocs de Rio.
El 2017, l'entrenadora del conjunt Sara Bayón, preguntada sobre els factors que van propiciar la medalla olímpica, va contestar:
| «                                                       | Clarament el quart lloc de Londres ens ha servit molt per Rio. Veure que estàs tan a prop d'una medalla va ser una motivació extra per encarar el cicle olímpic següent. I a sobre vam començar amb dues medalles al Mundial de 2013 i això ja va ser com un xut d'energia i adrenalina […] Com va dir en el seu moment Anna Baranova: «A Londres se'ns va quedar la medalla penjant i en algun moment anava a caure». | » |
| — Sara Bayón, en declaracions el 2017 a Rincón olímpico | |   |

#### 2017 - present
Pel 2017, Sandra i les altres quatre gimnastes titulars de l'equip van deixar de competir per descansar i centrar-se en els estudis o altres projectes. El 13 de juliol de 2017 va assistir a Barcelona a la reunió i a la gala homenatge als medallistes olímpics espanyols pel 50è Aniversari del diari As que van tenir lloc a l'Estadi Olímpic Lluís Companys i al Museu Nacional d'Art de Catalunya respectivament, on es va retrobar amb les seves companyes de l'Equipaso, així com amb quatre de Las Niñas de Oro (Marta Baldó, Estela Giménez, Tania Lamarca i Estíbaliz Martínez), i amb Carolina Pascual.
El 20 de desembre de 2017 Aguilar va ser operada amb èxit d'una lesió de SLAP (un trencament del labrum posterior en la seva espatlla dreta), la qual portava arrossegant des de feia anys. La intervenció va ser realitzada pels doctors Manuel Leyes i César Flores a la Clínica Cemtro de Madrid. El temps de recuperació es va estimar que seria de quatre a cinc mesos.
En l'actualitat és secretària tècnica de gimnàstica rítmica de la Reial Federació Espanyola de Gimnàstica. El març de 2018, Sandra i la també gimnasta internacional Claudia Heredia van debutar com a jutgesses en el Campionat Classificatori Base Individual i Copa Base de Conjunts a Torrelavega. El 2019 es va graduar en Ciències de l'Activitat Física i l'Esport a l'INEF de la Universitat Politècnica de Madrid.

## Equipaments
| Període     | Proveïdor    |
| ----------- | ------------ |
| 2009 - 2011 | Tanitex      |
| 2013        | Gibon Esport |

| Període     | Proveïdor       |
| ----------- | --------------- |
| 2008 - 2017 | Dvillena Esport |

| Període      | Proveïdor        |
| ------------ | ---------------- |
| 2008 - 2017  | Dvillena Esport  |
| 2010 - 2012  | Mercury          |
| 2012 - 2013  | Gibon Esport     |
| 2012 (JJ.OO) | Bosco di Ciliegi |
| 2013 - 2015  | Joma             |
| 2015 - 2016  | Adidas           |
| 2016 (JJ.OO) | Joma             |
| 2016 - 2017  | Oysho            |

## Música dels exercicis
| Any                      | Aparells                                      | Música |
| ------------------------ | --------------------------------------------- | --- |
| 2006 (Individual júnior) | Cinta                                         | «Wild Dances», de Ruslana. |
| 2006 (Individual júnior) | Aro                                           | Banda sonora de King Arthur, composta per Hans Zimmer. |
| 2006 (Individual júnior) | Corda                                         | «Réveil», composta per Benoît Jutras per a l'espectacle Quidam del Cirque du Soleil; «Teahouse», de Juno Reactor i Gocoo per a la banda sonora de The Matrix Reloaded; «Xeiropedes», de Giórgos Alkaíos. |
| 2007 (Conjunt júnior)    | 10 maces                                      | «Be», de Mayumana. |
| 2009 - 2010              | 5 cèrcols                                     | «Nothing Else Matters» i «Path», d'Apocalyptica. |
| 2009 - 2010              | 3 cintes i 2 cordes                           | «El Hada Azul» i «Lucha con el monstruo marino», de la banda sonora de l'espectacle de dansa Pinocchio, composta per Roque Baños i interpretada per l'Orquesta Simfònica de Praga.                       |
| 2011 - 2012              | 5 pilotes                                     | «Red Violin», d'Ikuko Kawai (un tema basat en l'adagi del Concert d'Aranjuez). |
| 2011 - 2012              | 3 cintes i 2 cercles                          | «Malagueña», d'Ernesto Lecuona en les versions de Stanley Black And His Orchestra i de Plácido Domingo.                                                                                                  |
| 2012 - 2013              | Exercici d'exhibició (mans lliures)           | «Gravity», de Sara Bareilles. |
| 2013 - 2014              | 10 maces                                      | «A ciegas», de Miguel Poveda. |
| 2013                     | 3 pilotes i 2 cintes                          | «Still», «Big Palooka» i «Jive and Jump», de The Jive Aces. |
| 2013 - 2014              | Exercici d'exhibició (mans lliures)           | «Untouched», de The Veronicas. |
| 2014                     | 3 pilotes i 2 cintes                          | «Intro» i «Mascara», de Violet. |
| 2015                     | 5 cintes                                      | «Europa», de Mónica Naranjo. |
| 2015                     | 2 cèrcols i 6 maces                           | Barreja de cançons de District 78 del tema «Ameksa (The Shepard)», de Taalbi Brothers. |
| 2016                     | 5 cintes                                      | «Vidacarnaval», de Carlinhos Brown; «Bahiana/Batucada», d'Inner Sense i Richard Sliwa; «Sambuka», d'Artem Uzunov.                                                                                        |
| 2016                     | 2 cèrcols i 6 maces                           | Els temes flamencs «Cementerio judío», «Soleá» i «La aurora de Nueva York», interpretats per la Compañía Rafael Amargo i Montse Cortés.                                                                  |
| 2016                     | Exercici d'exhibició (mans lliures, 4 cintes) | «Al-Andalus», de Manuel Carrasco i la Royal Philharmonic Orchestra: «Sambuka», d'Artem Uzunov; «Vidacarnaval», de Carlinhos Brown.                                                                       |

## Palmarès esportiu

### Selecció espanyola
| 2005 - Torneig Internacional de Portimão Plata en concurs general Bronze en 5 pilotes - Torneig Internacional de Nizhni Nóvgorod 5è lloc en final (5 pilotes) - Campionat d'Europa de Moscou 4t lloc en calificación 4t lloc en final (5 pilotes) 2007 - Torneig Internacional júnior annex a la Copa del Món en Portimão 5è lloc en concurs general 8è lloc en 10 maces - Torneig Internacional de Ginebra Bronze en final (10 maces) - Campionat d'Europa de Bakú 6è lloc en qualificació 7è lloc en final (10 maces) 2009 - Grand Prix de Thiais Plata en concurs general Plata en 5 cèrcols Plata en 3 cintes i 2 cordes - Prova de la Copa del Món en Portimão Plata en concurs general 6è lloc en 5 cèrcols Plata en 3 cintes 2 cordes - Torneig Premundial de Chieti Plata en 5 cèrcols Plata en 3 cintes i 2 cordes - Prova de la Copa del Món en Minsk 6è lloc en concurs general 4è lloc en 5 cèrcles 4è lloc en 3 cintes i 2 cordes - Campionat del Món en Minsk 6è lloc en concuro general 6è lloc en 5 cèrcols 7è lloc en 3 cintes i 2 cordes 2010 - Grand Prix de Thiais Bronze en concurs general 4è lloc en 5 cèrcols Plata en 3 cintes i 2 cordes - Campionat d'Europa en Bremen 5è lloc en concurs general 8è lloc en 5 cèrcols 6è lloc en 3 cintes i 2 cordes - Campionat del Món en Moscou 15è lloc en concurs general 8è lloc en 3 cintes i 2 cordes 2011 - Prova de la Copa del Món en Portimão 7è lloc en concurso general 7è lloc en 5 pelotas 7è lloc en 3 cintas y 2 aros - US Classics Competition en Orlando Or en concurs general Or en 5 pilotes Or en 3 cintes i 2 cordes - II Meeting en Vitória (Brasil) Or en concurs general Or en 5 pilotes Or en 3 cintes i 2 cordes - Prova de la Copa del Món en Tel-Aviv 11è lloc en concurs general - Campionat del Món de Montpellier 12è lloc en concurs general 6è lloc en 5 pilotes - Torneig Internacional Ciutat de Saragossa Plata en concurs general 2012 - Torneig Preolímpic de Londres 2012 Or en concurs general - Grand Prix de Thiais 8è lloc en concurs general 4è lloc en 3 cintes i 2 cèrcles - Prova de la Copa del Món en Pesaro 5è lloc en concurs general 8è lloc en 3 cintes i 2 cercles - Torneig Internacional de Benidorm Or en concurs general - Prova de la Copa del Món en Sofía Bronze en concurs general 4è lloc en 5 pilotes Or en 3 cintes i 2 cercles - Campionat d'Europa de Nizhni Nóvgorod 5è lloc en concurs general 5è lloc en 5 pilotes 7è lloc en 3 cintes i 2 cércols - Prova de la Copa del Món en Minsk Bronze en concurs general 4è lloc en 5 pilotes 4è lloc en 3 cintes i 2 cercles - Jocs Olímpics de Londres 2012 5è lloc en qualificació 4è lloc en final i diploma olímpic 2013 - Grand Prix de Thiais Bronze en concurs general Plata en 10 maces 4è lloc en 3 pilotes i 2 cintes - Prova de la Copa del Món en Lisboa Or en concurs general 5è lloc en 10 maces Bronze en 3 pilotes i 2 cintes - Prova de la Copa del Món en Sòfia 7è lloc en concurs general Plata en 10 maces 8è lloc en 3 pilotes i 2 cintes | 2013 (continuació) - Torneig Internacional Ciutat de Barcelona Or en concurs general - Prova de la Copa del Món en Sant Petersburg Bronze en concurs general 5è lloc en 10 maces - Campionat del Món de Kiev 4è lloc en concurs general Or en 10 mace Bronze en 3 pilotes i 2 cintes 2014 - Prova de la Copa del Món en Lisboa Or en concurs general Plata en 10 maces Plata en 3 pilotes i 2 cintes - Prova de la Copa del Món en Minsk Plata en concuro general 4è lloc en 10 maces Bronze en 3 pilotes i 2 cintes - Campionat d'Europa de Bakú 5è lloc en concurs general Bronze en 10 maces 5è lloc en 3 pilotes i 2 cintes - Prova de la Copa del Mòn en Sòfia 4è lloc en concurs general Bronze en 10 maces 5è lloc en 3 pilotes i 2 cintes - IV Meeting en Vitòria (Brasil) Plata en concurs general Or en 10 es Plata en 3 pilotes i 2 cintes - Prova de la Copa del Món en Kazán Bronze en concurs general 8è lloc en 10 maces 4è lloc en 3 pilotes i 2 cintes - Campionat del Món d'Esmirna 11è lloc en concurs general Or en 10 maces 2015 - Grand Prix de Thiais 6è lloc en concurs general Plata en 5 cintes 8è lloc en 2 cèrcols 6 maces - Prova de la Copa del Món en Lisboa Bronze en concurs general 7è lloc en 5 cintes Bronze en 2 cèrcols i 6 maces - Prova de la Copa del Món en Pesaro Bronze en concurs general 7è lloc en 5 cintes 5è lloc en 2 cèrcols 6 maces - Prova de la Copa del Món en Taskent Plata en concurs general 6è lloc en 5 cintes Plata en 2 cèrcols i 6 maces - Jocs Europeus de Bakú 2015 4è lloc en concurs general 4è lloc en 5 cintes - Prova de la Copa del Món en Sòfia 7è lloc en concurs general 6è lloc en 5 cintes - Prova de la Copa del Món en Kazan 6è lloc en concurs general 5è lloc en 5 cintes 5è lloc en 2 cèrcols i 6 maces - Campionat del Món de Stuttgart Bronze en concurs general 6è lloc en 5 cintes 2016 - Prova de la Copa del Món en Espoo Bronze en concurs general Or en 5 cintes Plata en 2 cèrcols i 6 maces - Torneig Internacional de Schmiden Or en concurs general Or en 5 cintes Or en 2 cèrcols i 6 maces - Prova de la Copa del Món en Lisboa Bronze en concurs general 5è lloc en 5 cintes Bronze en 2 cèrcols i 6 maces - Grand Prix de Thiais Bronze en concurs general 4è lloc en 5 cintes Plata en 2 cèrcols i 6 maces - Prova de la Copa del Món en Taskent 4è lloc en concurs general Bronze en 5 cintes Plata en 2 cèrcols i 6 maces - Prova de la Copa del Món en Guadalajara Or en concurs general Bronze en 5 cintes Bronze en 2 cèrcols i 6 maces - Campionat d'Euroa de Jolón 6è lloc en concurs general Bronze en 5 cintes Plata en 2 cèrcols i 6 maces - Prova de la Copa del Món en Kazan 6è lloc en concurs general 4è lloc en 5 cintes - Prova de la Copa del Món en Bakú 5è lloc en concurs general Bronze en 5 cintes Bronze en 2 cèrcols i 6 maces - Jocs Olímpics de Rio 2016 1r lloc en qualificació Plata en final i diploma olímpic |

## Premis, reconeixements i distincions
- Premi a la Promesa Local a la IX Gala de l'Esport de Móstoles (2006).[101]
- Premi Passaport Olímpic 2011 dels lectors als esportistes més destacats (2012).[102]
- Menció Especial (junt amb la resta del conjunt 4t als Jocs Olímpics) a la Gala Anual de Gimnàstica de la Federació Càntabra de Gimnàstica (2013).[103]
- Premiada a la XIV Gala de l'Esport de la UFEDEMA (Unió Esportiva de Federacions Madrilenyes) (2013).[104]
- Tità d'Or (junt amb la resta del conjunt campió del món a Kiev) a la XVIII Gala de l'Esport d'Arganda del Rey (2013).[105]
- Premi Pasaport Olímpic 2013 a l'equip més destacat (2014).[106]
- Entrega d'una medalla i un diploma pel Ajuntament de Móstoles (2014).
- Medalla del Comitè Olímpic Espanyol (2014).[107]
- Premi As de l'esport 2014 (junt amb la resta del conjunt), atorgat pel diari As (2014).[2][108][109][110]
- Premi a la Gesta Esportiva Femenina per Equips (junt amb la resta del conjunt) a la XXX Gala de l'Esport Municipal d'Andújar (2014).[111]
- Premi Dvillena al Millor Equip Femení de 2014 a la I Edició dels Premis Planeta Olímpic (2015).[112][113]
- Premiada (junt amb la resta del conjunt) a la XXXV Gala Nacional de l'Esport de l'Associació Espanyola de la Premsa Esportiva (2015).[114][115]
- Copa Barón de Güell al millor equip espanyol, atorgada pel CSD i entregada als Premis Nacionals de l'Esport de 2014 (2015).[3]
- Medalla de Bronze de la Reial Orde del Mèrit Esportiu, atorgada pel Consell Superior d'Esports (2015).[4][75][116][117][118]
- Trofeu per l'assoliment de la medalla de bronze a Stuttgart, atorgat per l'Ajuntament de Guadalajara al V Trofeu Maite Nadal (2015).
- Millor equip als Premis Dona, Esport i Empresa, entregats al I Congrès Ibèric Dona, Esport i Empresa (2015).[119]
- Reconeixement com a esportista exemplar a la temporada 2014/2015, atorgat en l'Homenatge a l'Esport Madrileny per la Comunitat de Madrid (2015).[120]
- Premi Internacional per l'assoliment de la medalla de bronze a Stuttgart a la XXIII Nit de l'Esport de Mollet del Vallès (2016).[121]
- Distinció (junt amb la resta del conjunt) a la Gala de l'Esport de Ceuta (2016).[122]
- Premiada (junt amb la resta del conjunt) a la XXXVI Gala Nacional de l'Esport de l'Associació Espanyola de la Premsa Esportiva (2016).[123]
- Premis Set Estrellas de l'Esport 2014 - 2015 de la Comunitat de Madrid (2016).[124]
- Medalla de Plata de la Reial Orde del Mèrit Esportiu, atorgada pel Consell Superior d'Esports (2016).[125]
- Trofeu a l'Esportista Internacional de 2016 (junt amb la resta del conjunt) a la Gala de Mundo Deportivo (2017).[126]
- Premi a la Millor Actuació Internacional a la Gala Anual de l'Associació de la Premsa Esportiva de Madrid (2017).[127]
- Premiada (junt amb la resta del conjunt) a la XXXVII Gala Nacional de l'Esport de l' Associació Espanyola de la Premsa Esportiva (2017).[128]
- Filla Predilecta de Pinto (2017).[129]
- Millor Esportista Femenina en Categoria Absoluta a la XIII Gala de l'Esport Ciudad de Móstoles (2017).[130]
- Premi als Valors Humans i el Joc Net a la IV Gala de l'Esport Provincia de Guadalajara (2018).
- Sòcia d'Honor (junt amb la resta del conjunt subcampió olímpic) de la Fundació Esport Alcobendas (Fundal) (2018).[131]
- Pregonera de les Festes del Santíssim Crist del Calvari a Pinto (2019).[132]

### Altres honors
- El Pavelló Esportiu Municipal del carrer Asturias a Pinto porta el seu nom des del 1r de desembre de 2012.[14][15]
- Recepció i signatura al Llibre d'Honor de l'Ajuntament de Pinto (2015).[133]
- Recepció i signatura al Llibre d'Honor de l'Ajuntament de Pinto (2016).[94][95]

## Filmografia

### Pel·lícules
| Pel·lícules | Pel·lícules                     | Pel·lícules  | Pel·lícules                                      | Pel·lícules      |
| Any         | Títol                           | Personatge   | Notes                                            | Director         |
| ----------- | ------------------------------- | ------------ | ------------------------------------------------ | ---------------- |
| 2014        | Objetivo cumplido               | Ella mateixa | Curtmetratge                                     | Cristina Aguilar |
| 2015        | Vidas olímpicas                 | Ella mateixa | Documental sobre el Projecte FER                 | Cesar Martí      |
| 2015        | Mereciendo un sueño             | Ella mateixa | Curtmetratge documental promocional de Freixenet | Jorge Cosmen     |
| 2016        | La satisfacción es para siempre | Ella mateixa | Curtmetratge documental promocional de Freixenet | Jorge Palomar    |
| 2018        | Más que plata                   | Ella mateixa | Curtmetratge documental                          | Carlos Agulló    |

### Videos musicals
| Videos musicals | Videos musicals       | Videos musicals               | Videos musicals | Videos musicals |
| Any             | Cançó                 | Artista                       | Director        |                 |
| --------------- | --------------------- | ----------------------------- | --------------- | --------------- |
| 2018            | «The Dream of Flying» | Zeltia Montes & Krysta Youngs | Carlos Agulló   |                 |

### Publicitat
- Anunci de Nadal per a Dvillena, llavors patrocinador de la RFEG (2012, 2013 i 2015).[136]
- Anunci de la puntera «Sensación» de Dvillena, llavors patrocinador de la RFEG (2014).[137]
- Vídeo promocional de la RFEG titulat «El sueño de volar» (imatges d'arxiu), dirigit per Carlos Agulló (2015).[138]
- Anunci de televisió per a Divina Pastora Seguros, llavors patrocinador de la RFEG, de la campanya «Corre. Vuela. No te detengas» (2015).
- Anuncis de televisió de Nadal per a Freixenet de les campanyes «Brillar» (2015) i «Brillar 2016» (2016), dirigits per Kike Maíllo.
- Video promocional de la RFEG titulat «A ritmo de Río», dirigit per Carlos Agulló (2016).[139]
- Anunci de televisió de la col·lecció gymwear «City Lights» d'Oysho, llavors patrocinador de la RFEG (2016).[140]
- Anunci de televisió del Centre Colonial Sport de la RFEG (2018).[141]